# Faïence de Marseille
Les faïences de Marseille ont d'abord été produites à partir de 1677, dans le quartier de Saint-Jean du Désert, à l'est de la ville. Au début du XVIIIe siècle, de nouvelles faïenceries de plus en plus nombreuses s'installent dans les quartiers de la porte d'Aix, au nord de la ville, ou de la porte de Rome et de la porte de Paradis au sud. Toutes les faïenceries de Marseille disparaîtront peu après la Révolution française, pendant la période 1796-1806. Marseille partage avec Nevers et Rouen, la renommée d'avoir été pendant plus d'un siècle l'un des principaux centres de fabrication de faïence en France.

## Les faïenceries de Saint-Jean-du-Désert

### Origines
Une première fabrique de poterie est créée en 1526 par Charles de Forbin, seigneur de Saint-Marcel, qui demande à Jean Angeli, natif d'Offida, de construire sur son domaine un four de potier pour la fabrication de petits ouvrages en terre cuite. Cette fabrique disparaîtra rapidement. C'est au banquier Joseph Fabre (1634-1717) que revient le mérite d'avoir créé la première faïencerie sur le territoire de Marseille ; il achète en 1674 des terrains agricoles (vignes, terres labourables, pins) situés à l'est de Marseille au quartier de Saint-Jean-du-Désert, dénomination qui remplace celle de Saturnan à la suite de la construction dans ce quartier d'une chapelle et à sa consécration la 24 juin 1668 à saint Jean-Baptiste dans le désert.
Ces terrains étant riches en argile, Joseph Fabre décide d'y faire construire une faïencerie et, pour en assurer l'exploitation, fait venir en 1677, de Moustiers-Sainte-Marie, un maître faïencier Joseph Clérissy (1643-1685), fils aîné d'Antoine Clérissy (1599-1679). Jean Pelletier, ouvrier faïencier de Nevers et Raymond Verdelay sont également embauchés. Après les essais et mises au point nécessaires, la fabrique produit de magnifiques faïences à décor de camaïeu bleu. Après la mort de Joseph Clérissy survenue le 30 avril 1685, sa veuve Anne Roux épouse le peintre François Viry (1659-1697), artiste de grand talent, qui dirige l'atelier et développe une production exceptionnelle en élargissant les sources d'inspiration. Trois apprentis travaillent auprès de lui : Antoine Clérissy (1672-1750), fils de sa femme, puis Étienne Arnaud et enfin Joseph II Clérissy (1675-1758), frère d'Antoine Clérissy .
À la mort de François Viry en 1697, Antoine Clérissy prend la direction de la fabrique : un plat du musée Adrien Dubouché à Limoges porte à son revers Antoine Clérissy, 1697, Saint-Jean-du-Désert, ce qui atteste que ce jeune homme de vingt-cinq ans est bien le chef de l'entreprise. Sa production est plus facile à authentifier, car il appose un petit monogramme AC sur les pièces.

### Les formes des pièces produites
Les pièces produites sont de formes très variées. Les plus nombreuses sont les assiettes circulaires ou très rarement octogonale à bord uni ou contourné avec une aile plate ; elles peuvent avoir un petit talon percé de deux trous de suspension. On trouve également de grands plats à bord uni et aile plate ainsi que des plats de baptême de forme circulaire à bord chantourné et aile godronnée ou (et) gaufrée avec des palmettes en relief.
Les pièces de forme sont des porte-perruques sur piédouche, des vases, des bassins ou des aiguières. Les vases sont souvent à deux anses torsadées sur piédouche avec un col évasé à large bord, les aiguières également sur piédouche sont à anse torsadée et un bec verseur pouvant être en forme de coquille.

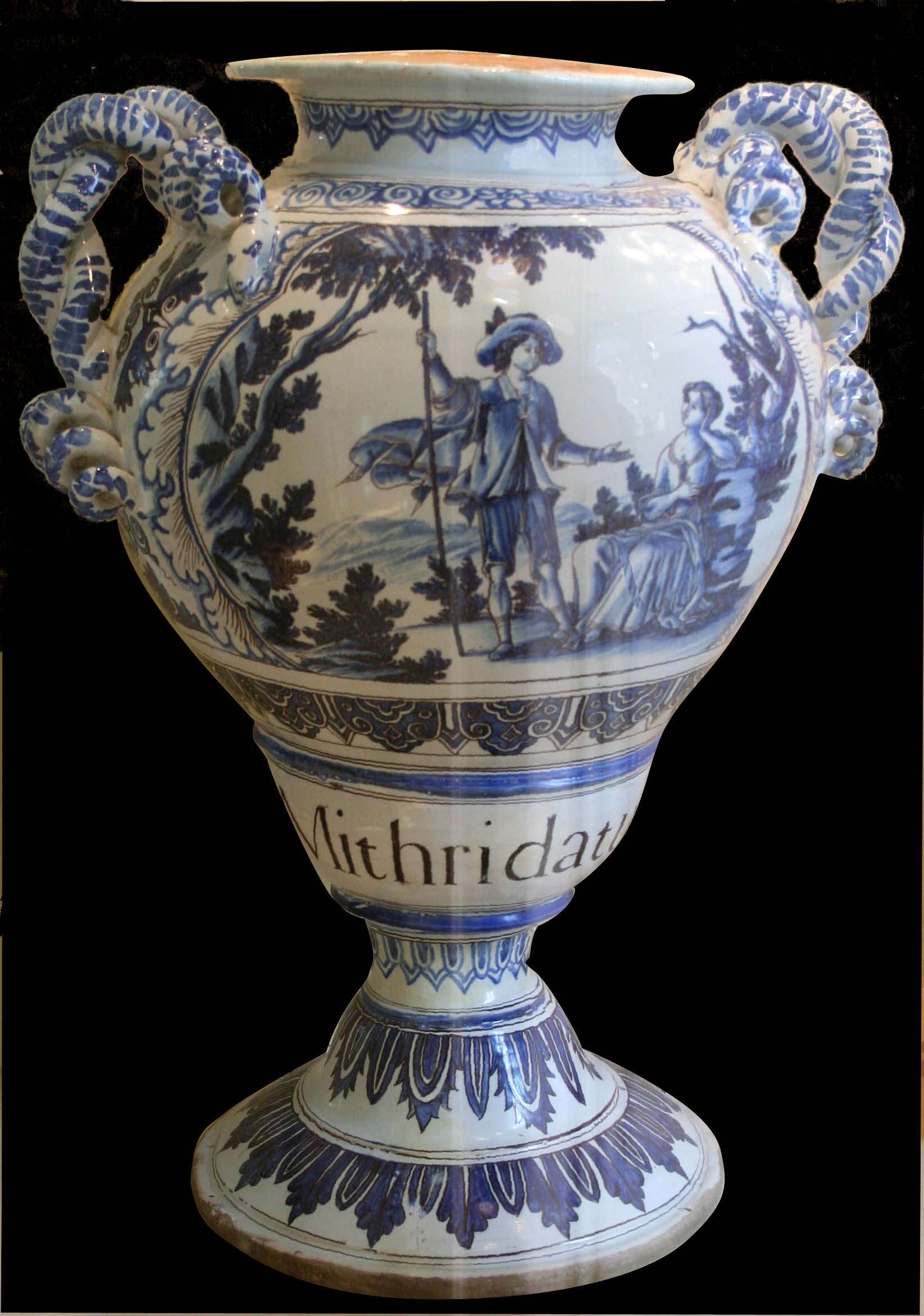
Vase à pharmacie (1685-1695), Marseille, musée des arts décoratifs, de la faïence et de la mode.

Les faïenciers de Saint-Jean-du-Désert ont également exécutés des pots de pharmacie aux formes variées mais fonctionnelles : cruches et cruchons, chevrettes, pots canon avec ou sans piédouche, vases, pots piriformes etc. Ces pots renfermaient essentiellement quatre préparations : la Thériaque, le Mithridat, les compositions d'Alkermès et celles d'Hyacinthe. Les pots produits sont parfois des œuvres de prestige achetées par les maîtres apothicaires de Marseille qui constituaient un corps influent et défendaient avec âpreté leurs prérogatives ; ils s'opposèrent en effet à la possibilité qu'avaient les recteurs de L'Hôtel-Dieu de Marseille de donner aux garçons apothicaires qui avaient exercé pendant six ans dans leur établissement, le titre de maître apothicaire. Il est regrettable que les hôpitaux de Marseille n'aient pas conservé les pots à pharmacie de leur apothicairerie alors que plusieurs villes du midi Pont-Saint-Esprit, Carpentras, Tarascon et Narbonne possèdent de remarquable collections exposées respectivement au musée des arts sacrés du Gard, à l'Hôtel-Dieu de Carpentras, au château de Tarascon et au musée des beaux-arts de Narbonne. Marguerite Desnuelle avait estimé dans les années 1980 que les plus belles pièces de l'apothicaireris de Pont-Saint-Esprit sortaient des ateliers de Saint-Jean-du-Désert. Or des travaux récents (analyse de la terre de ces faïences) et la découverte de nouveaux ateliers de potiers à Montpellier à la suite des travaux réalisés pour la mise en service du tramway montreraient que ces pots à pharmacie auraient produits à Montpellier.
En revanche les faïenciers de saint-Jean-du-Désert n'ont pas produit les pièces suivantes : soupière, tasse avec soucoupe, saucière, saladier, pot-pourri ni objets de la vie quotidienne (encrier, bougeoir..).

### Les décorations
Les décorations sont réalisées presque exclusivement en camaïeu bleu sur fond blanc bleuté sans doute inspiré par la Chine par l'intermédiaire de Delft. L'usage du manganèse permet parfois de souligner de violet ou de noir le bleu réalisé par des oxydes de cobalt. Ceux-ci offrent aux faïenciers des variétés décoratives de bleu infinies : bleu clair, bleu sombre, bleu profond, bleu cuivré etc. D'aspect crémeux, l'émail se présente généralement en couches assez épaisses et permet de distinguer cette production de celles de Rouen ou Moustiers-Sainte-Marie.
Les décors sont très variés : armoiries, décor chinois, scènes mythologiques, religieuses, décor Bérain... ainsi que les encadrements décoratifs : fleurons, rinceaux, cartouches...
- Le décor d'armoiries est utilisé surtout pour les assiettes et les plats. Les armoiries, parfois présentées par deux personnages ou deux animaux héraldiques accotés, sont placées au centre de la pièce. Cet usage de frapper les pièces aux armes du possesseur est emprunté à l'orfèvrerie. Les mêmes armes sont souvent reportées sur plusieurs pièces, ce qui suppose une fidélité de la clientèle[MD 10].
- Décor chinois : cette source d'inspiration provient non seulement de l'influence des artistes de Delft, mais aussi de la connaissance des faïenciers de Saint-Jean-du-Désert des céramiques chinoises importées à Marseille en provenance des échelles du Levant. Un tableau de Meiffren Conte exposé au musée des beaux-arts de Marseille datant de la fin du XVIIe siècle montre qu'il y avait à Marseille des amateurs de la belle céramiques chinoises.
- Scènes de chasse : elles sont souvent inspirées des gravures du florentin Antonio Tempesta et ornent des plats de grandes dimensions circulaires ou ovales ainsi que des aiguières. Les animaux poursuivis sont divers : cerf, lièvre, taureau, ours, autruche, lion, léopard etc.
- Scènes mythologiques sont nombreuses et variées : Eurydice piquée par un serpent, Hercule terrassant l'hydre de Lerne, Hésione et Hercule, Hercule vainqueur de Diomède, Persée et Andromède...
- Les scènes religieuses, utilisées rarement, sont empruntés à la bible : adoration des mages, Christ apaisant la tempête, Bethsabée au bain sous le regard de David, Suzanne et les vieillards...
- Les pièces à décor Bérain reproduisent plus ou moins fidèlement les dessins de Jean Bérain et de son fils prénommé également Jean. D'autres gravures réalisées par des artistes de l'époque servent également de modèle comme celles de Sébastien Leclerc ou de Bernard Toro. Les peintres faïenciers de Marseille mais aussi ceux de Moustiers-Sainte-Marie eurent probablement connaissance des œuvres des Bérain grâce à leurs contacts avec les peintres de l'arsenal des galères[MD 10].

### Galerie

Œuvres publiques de Saint-Jean-du-Désert
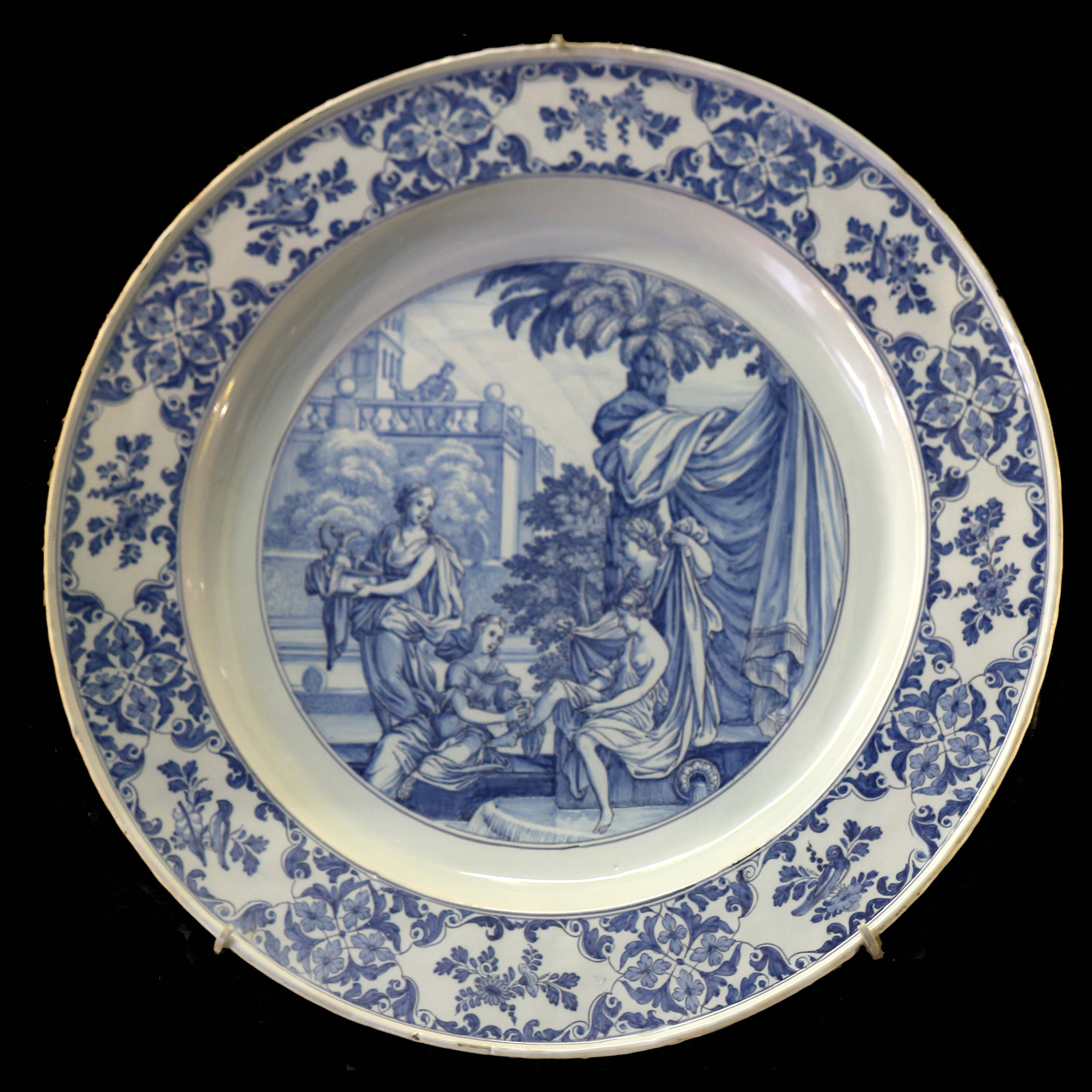
Bethsabée au bain, Marseille, musée des arts décoratifs, de la faïence et de la mode.
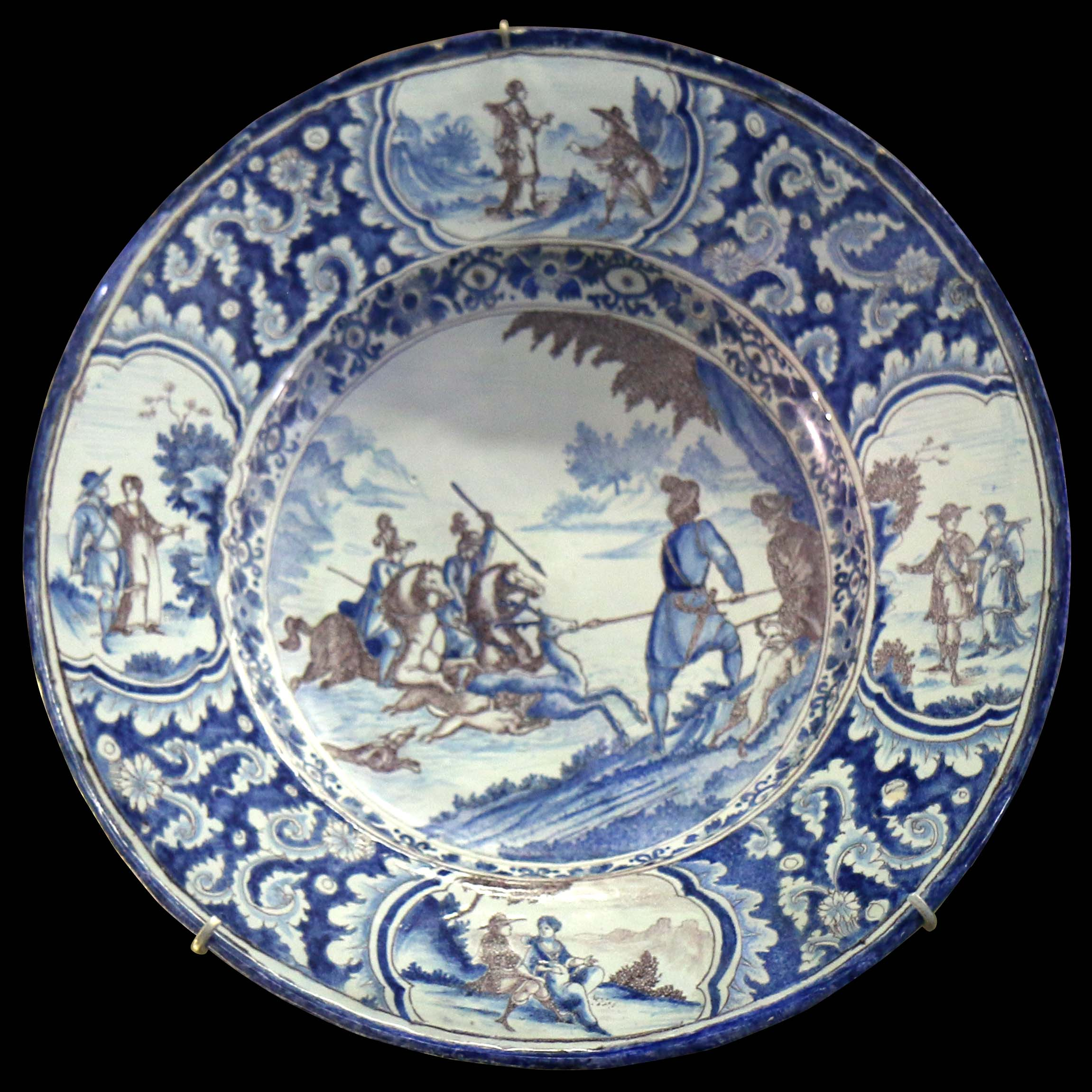
Scène de chasse, Marseille, musée des arts décoratifs, de la faïence et de la mode.
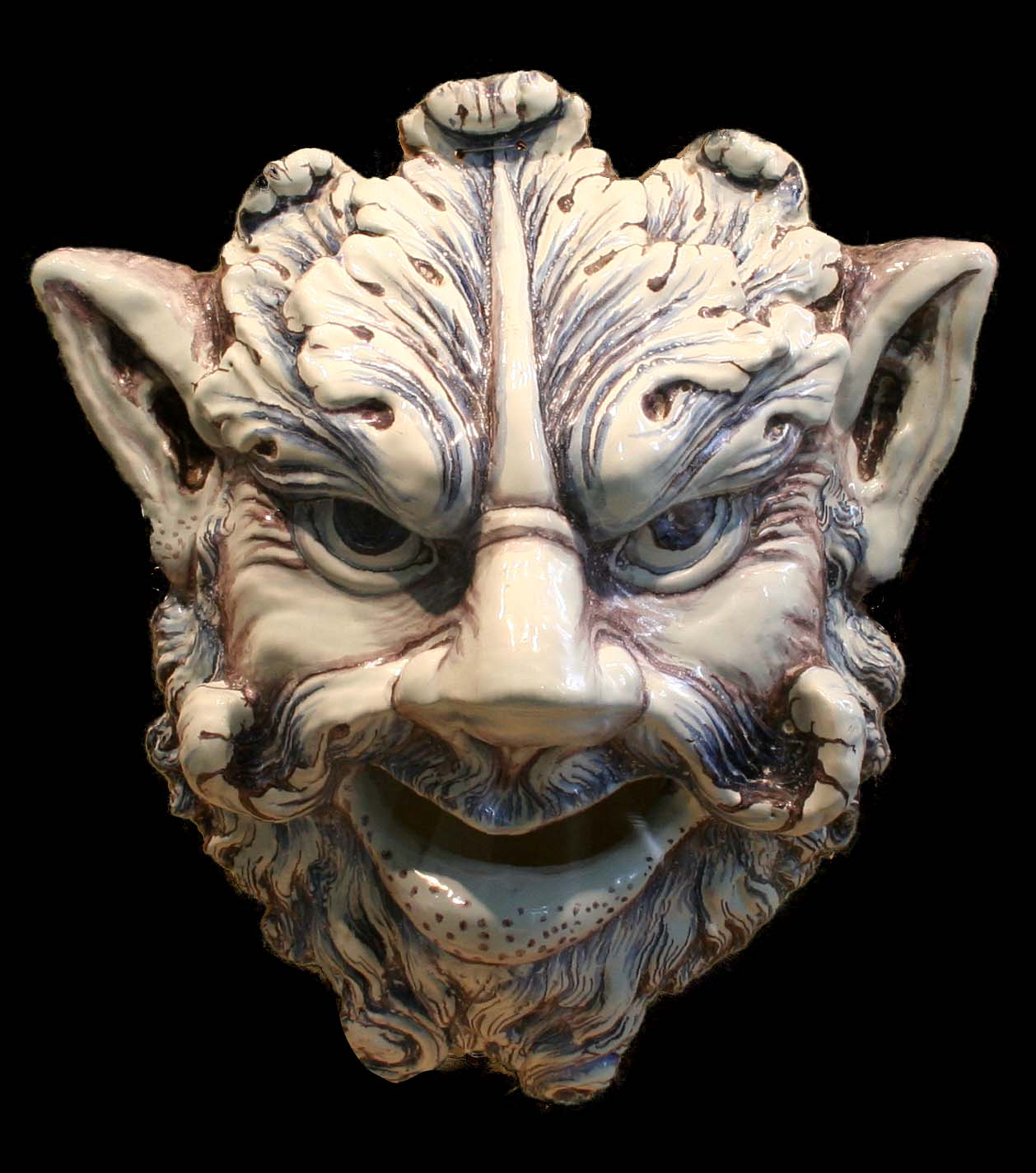
Mascaron en ronde-bosse, percé de deux trous de suspension, Marseille, musée des arts décoratifs, de la faïence et de la mode.
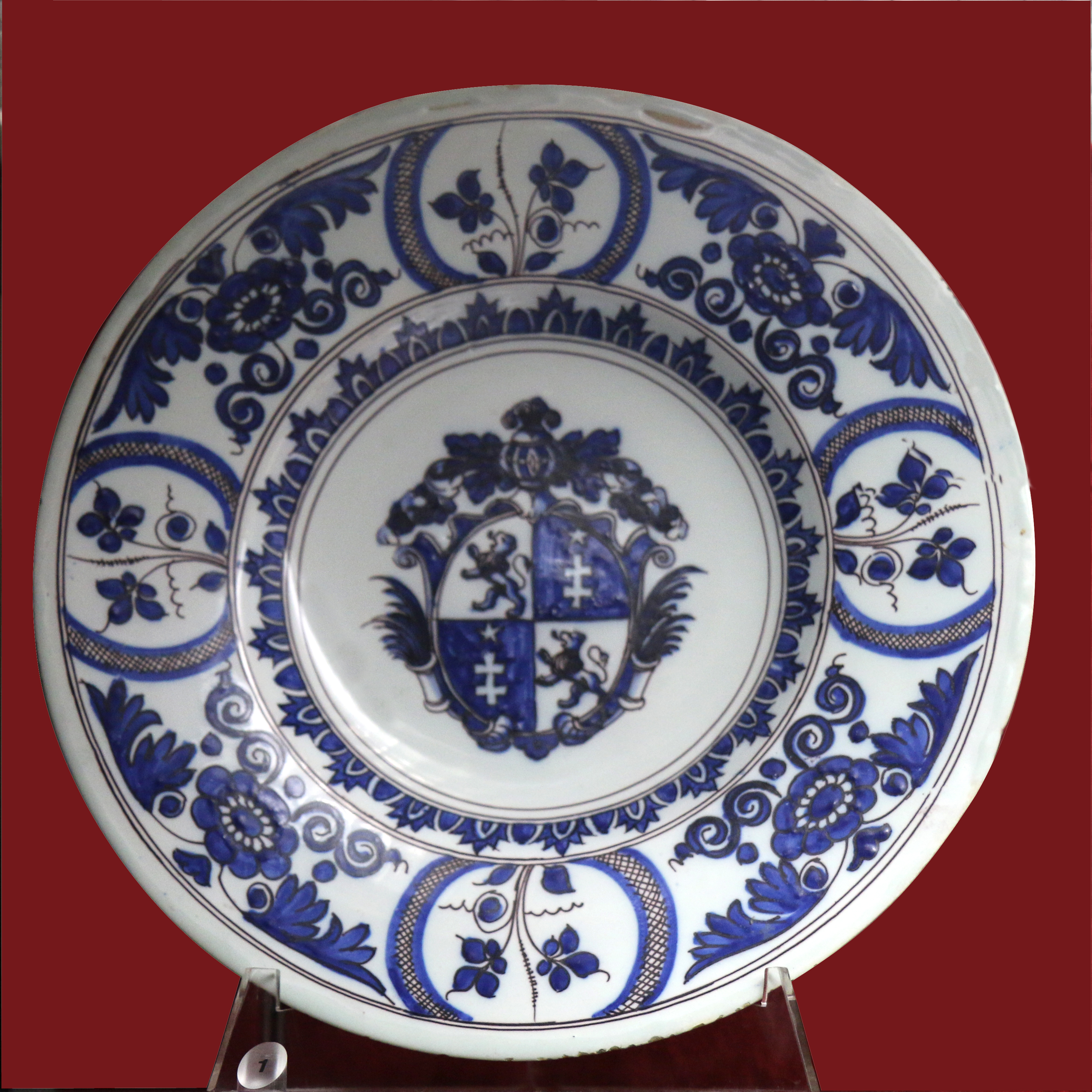
Assiette à écusson, Grasse, musée d'art et d'histoire de Provence.
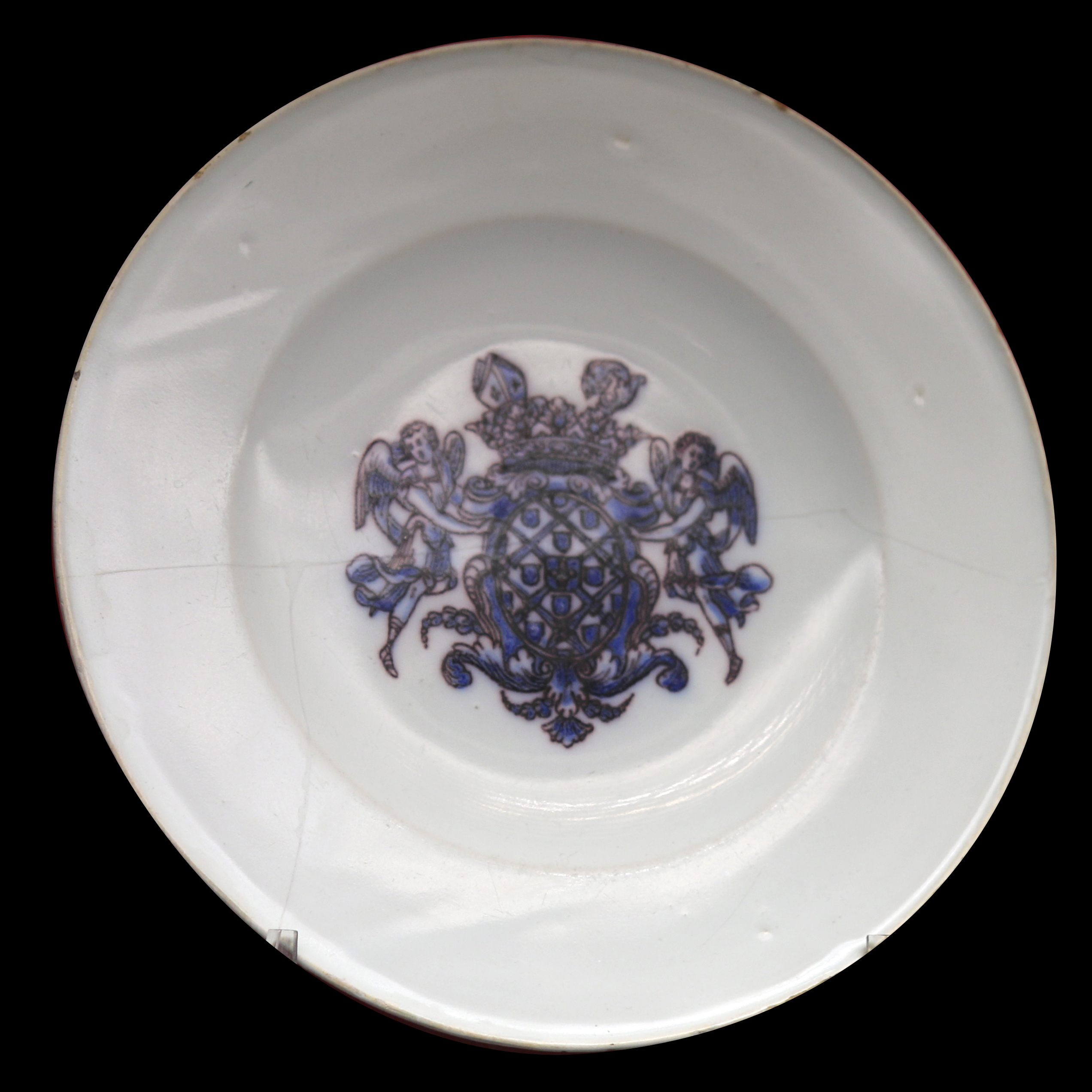
Assiette à écusson, Grasse, musée d'art et d'histoire de Provence.
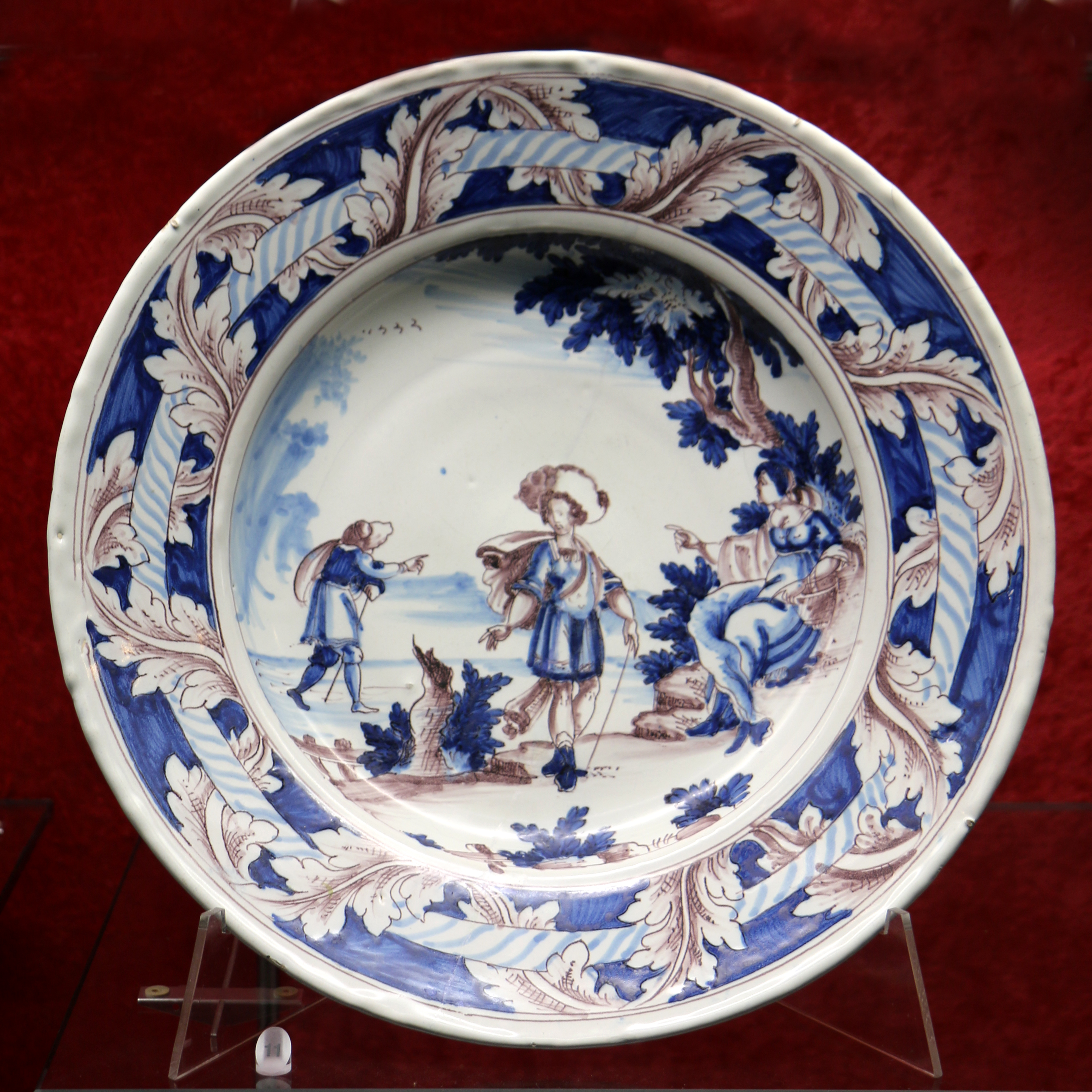
Plat à décor champêtre, Grasse, musée d'art et d'histoire de Provence.
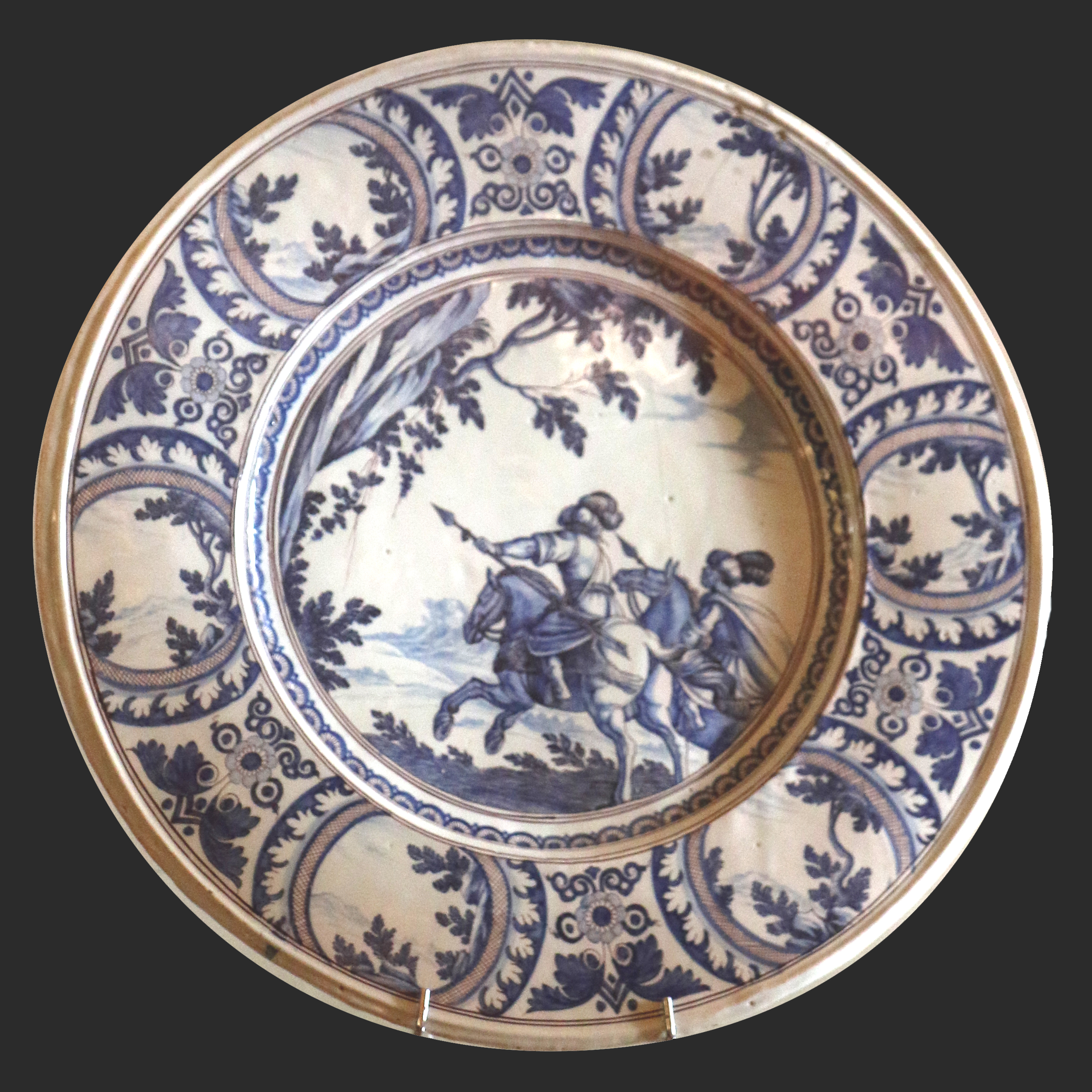
Plat à décor de chasse, Aix-en-Provence, Musée du Vieil-Aix.

## Les autres faïenceries duXVIIIesiècle
Au XVIIIe siècle les faïenciers de Marseille sont de plus en plus nombreux à s'installer à proximité immédiate de la ville à l'extérieur des remparts dans les faubourgs situés au nord et au sud de l'axe principal qui traverse la ville de la porte d'Aix à la porte de Rome. À cette époque, certaines industries ne pouvaient s'installer qu'à l'extérieur de ces remparts qui ont été construits par Nicolas Arnoul sur ordre de Louis XIV donné par lettres patentes du 16 janvier 1666. Il est très probable que les faïenciers furent soumis à cette contrainte pour deux raisons essentielles : la première est le risque d'incendie provenant des fours de cuissons et de sa propagation dû au stockage du bois employé comme combustible pour le chauffage de ces fours. La seconde raison est le dégagement d'odeurs provoqués par les produits employés pour la fabrication des faïences.

### Faïencerie Héraud-Leroy
Anne Clérissy (1664-1710), fille d'Antoine Clérissy (1599-1679), suit son frère Joseph Clérissy à Saint-Jean-du-Désert où elle épouse en 1682 Étienne Héraud qui travaille dans la faïencerie. Après la mort de son beau-frère en 1685, Étienne Héraud s'associe en août 1686 avec son neveu Sauveur Carbonel époux de Geneviève Clérissy et loue à Joseph Fabre une autre faïencerie à Saint-Jean-du-Désert. Cette association est rapidement dissoute et Étienne Héraud s'installe à Marseille même où il loue une faïencerie qu'il exploite jusqu'à sa mort survenue en 1706. Anne Héraud liquide la production de son défunt mari et achète en 1709 un atelier au quartier Saint-Lazare, mais meurt peu de temps après en 1710. Sa fille Madeleine Héraud n'étant pas en âge de prendre la direction de la fabrique, Anne désigne dans son testament Joseph Fauchier comme directeur. Ce dernier assurera cette fonction jusqu'en 1727, date à laquelle il s'installe à son compte. En effet la faïencerie est expropriée par des arrêts du Conseil d'État de mars 1726 et 14 janvier 1727 ordonnant le percement de la rue Royale-Saint-Lazare qui deviendra le grand chemin d'Aix puis actuellement la rue Camille Pelletan.
Madeleine Héraud qui a épousé Louis Leroy, transfère ses ateliers rue de la Calade au quartier Fongate dans la zone sud de la ville mais à l'intérieur des remparts, ce qui est exceptionnel, tandis que Joseph Fauchier reste dans le quartier Saint-Lazare et fait construire une nouvelle fabrique de faïence.

Œuvres publiques d'Héraud-Leroy
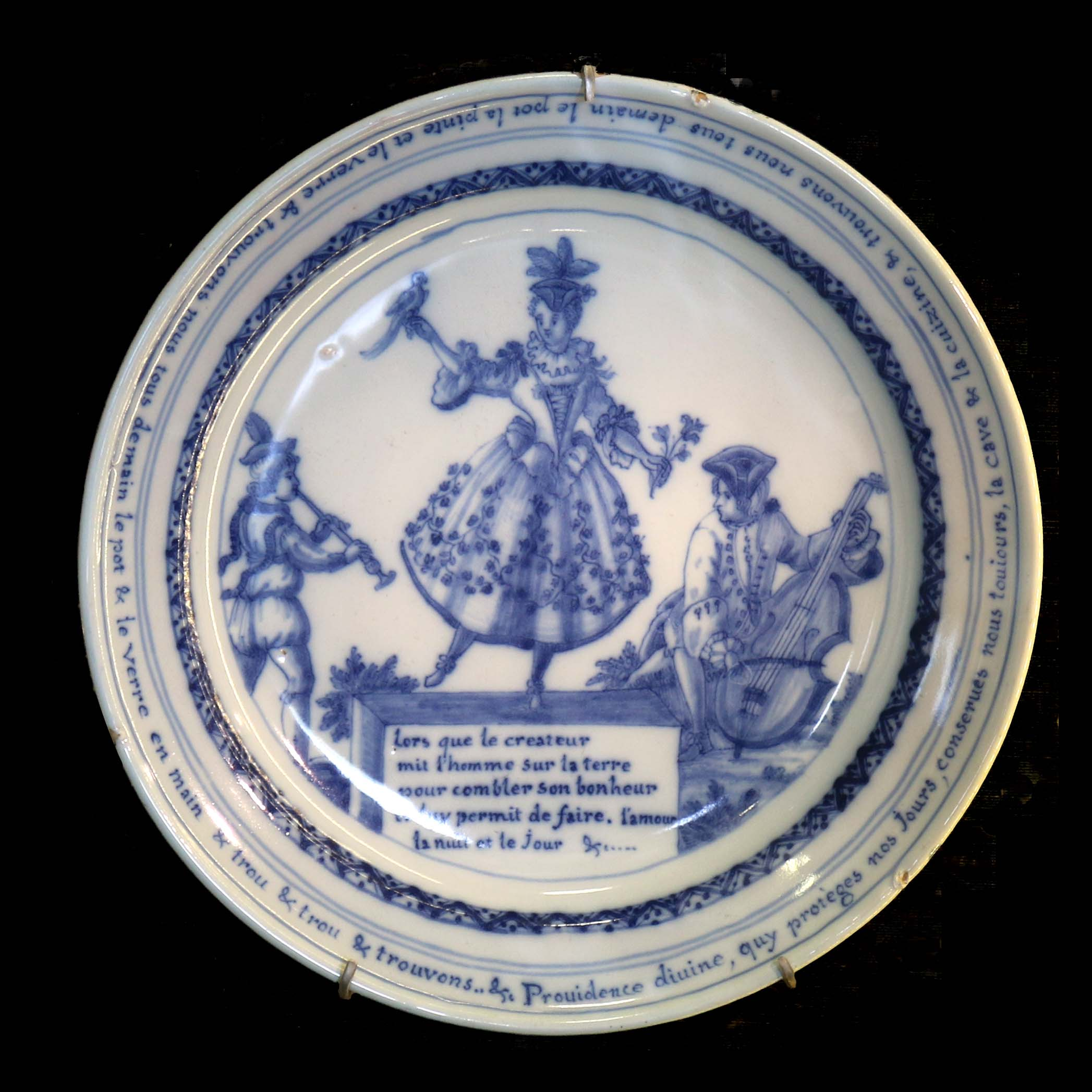
Assiette, Marseille, musée des arts décoratifs, de la faïence et de la mode.
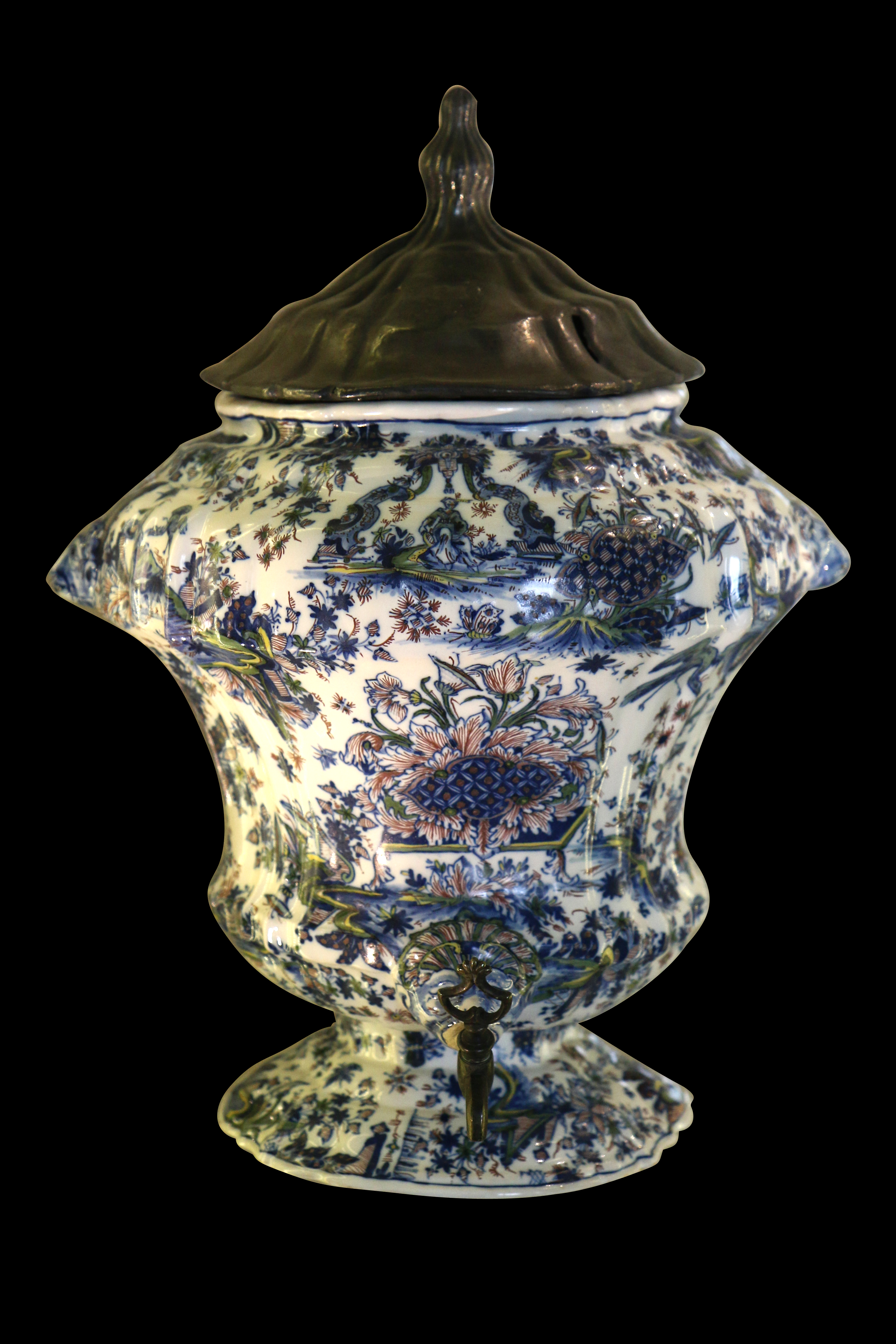
Fontaine d'applique, Marseille, musée des arts décoratifs, de la faïence et de la mode.
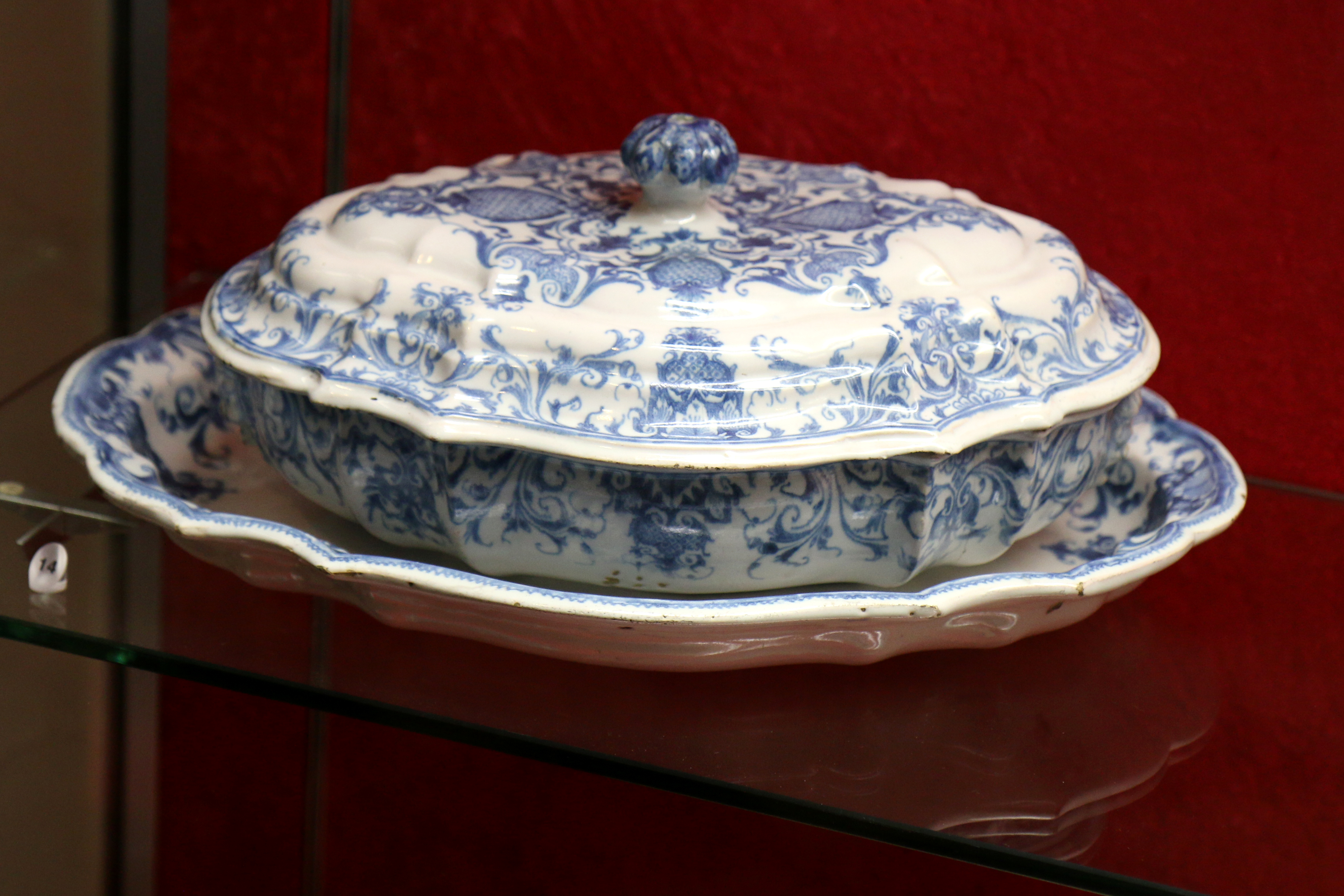
Soupière couverte et son présentoir, Grasse, musée d'art et d'histoire de Provence.
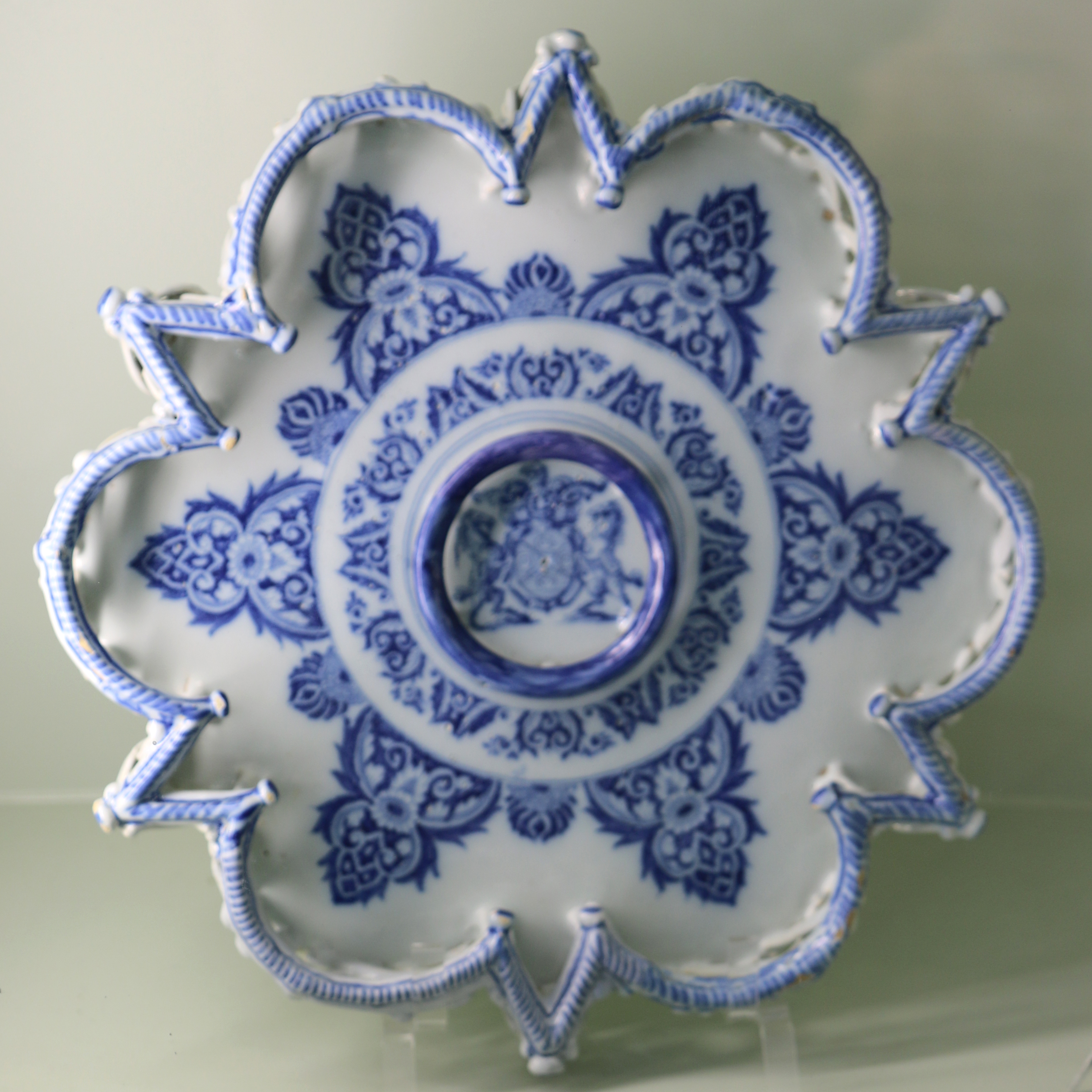
Surtout circulaire, à bord lobé et échancré, à paroi ajourée, musée d'art et d'histoire de Narbonne.

### Faïencerie Joseph Fauchier
La nouvelle faïencerie que Joseph Fauchier fait construire à la suite de l'expropriation de celle de Héraud-Leroy où il travaillait comme directeur, a deux entrées : une située sur la place Pentagone, actuellement place Marceau, et une sur la rue Royale-Saint-Lazare actuellement rue avenue Camille Pelletan. Dès 1720 Joseph Fauchier joue un rôle prépondérant au sein des fabricants de faïence qui le choisissent à plusieurs reprises pour syndic de leur corporation ; une autre marque de sa supériorité reconnue est les commandes qu'il reçoit de la ville de Marseille, de la chambre de commerce ainsi que de la cour royale de Naples et des deux Siciles.
Pour les travaux délicats Joseph Fauchier utilise les services d'excellents peintres tels que Jean Rome ou Joseph Viry fils de Gaspard Viry travaillant chez Pierre Clérissy à Moustiers-Sainte-Marie. Il agrandit ses installations en 1735 et, n'ayant pas de descendance, il fait venir à Marseille le fils de son frère Jean-Pierre s'appelant comme lui Joseph Fauchier. En 1742 il agrandit encore sa faïencerie qui est alors la plus importante et la plus prospère de Marseille. À la mort de son oncle en 1751, Joseph Fauchier II continue la production jusqu'à son décès survenu en 1789 et c'est son fils, Joseph-François-Marie qui verra la fermeture de la fabrique en 1795.
L'activité faïencière des Fauchier a donc duré pendant près d'un siècle.

Œuvres publiques des Joseph Fauchier
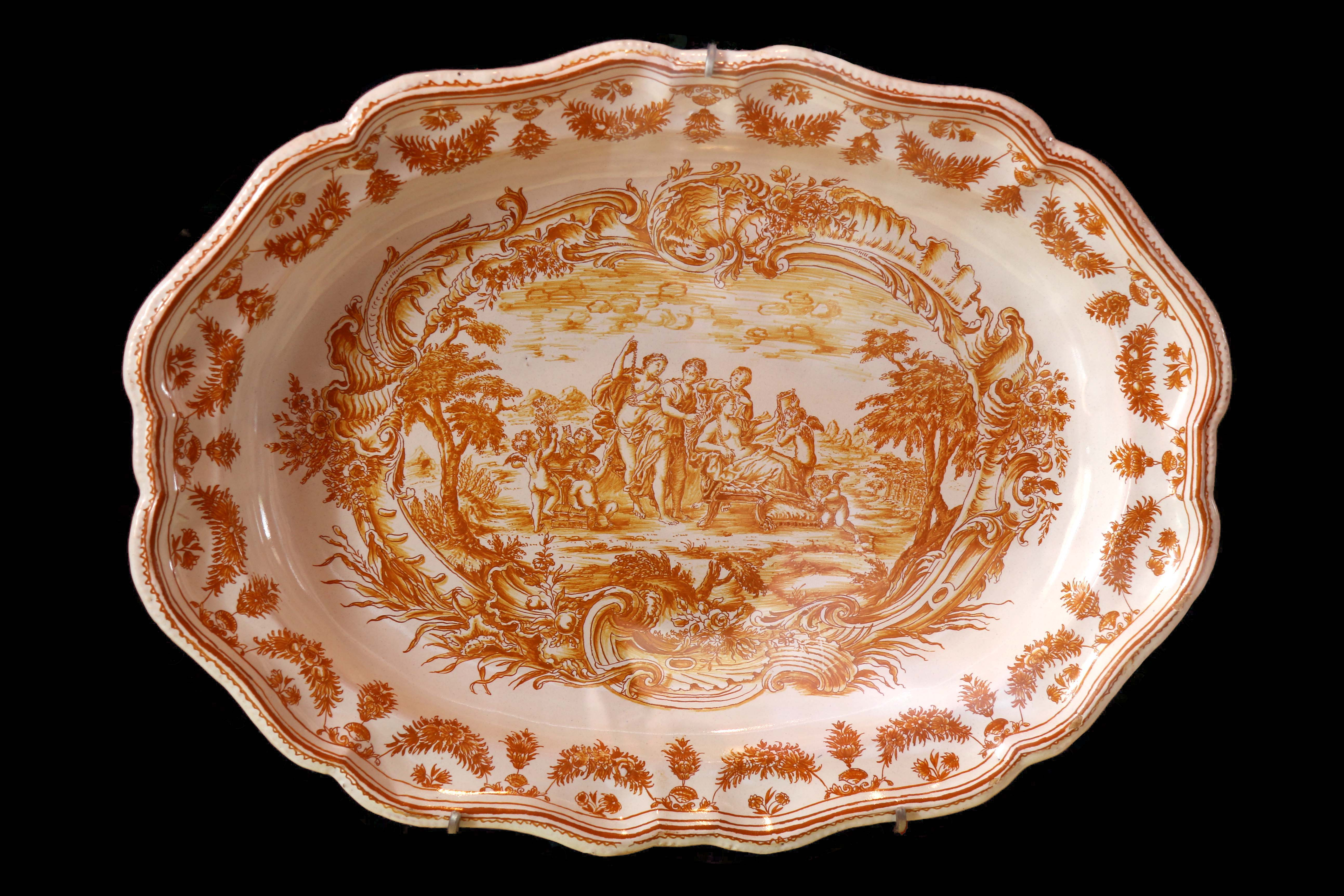
Plat oblong, Vénus à sa toilette, Marseille, musée des arts décoratifs, de la faïence et de la mode.
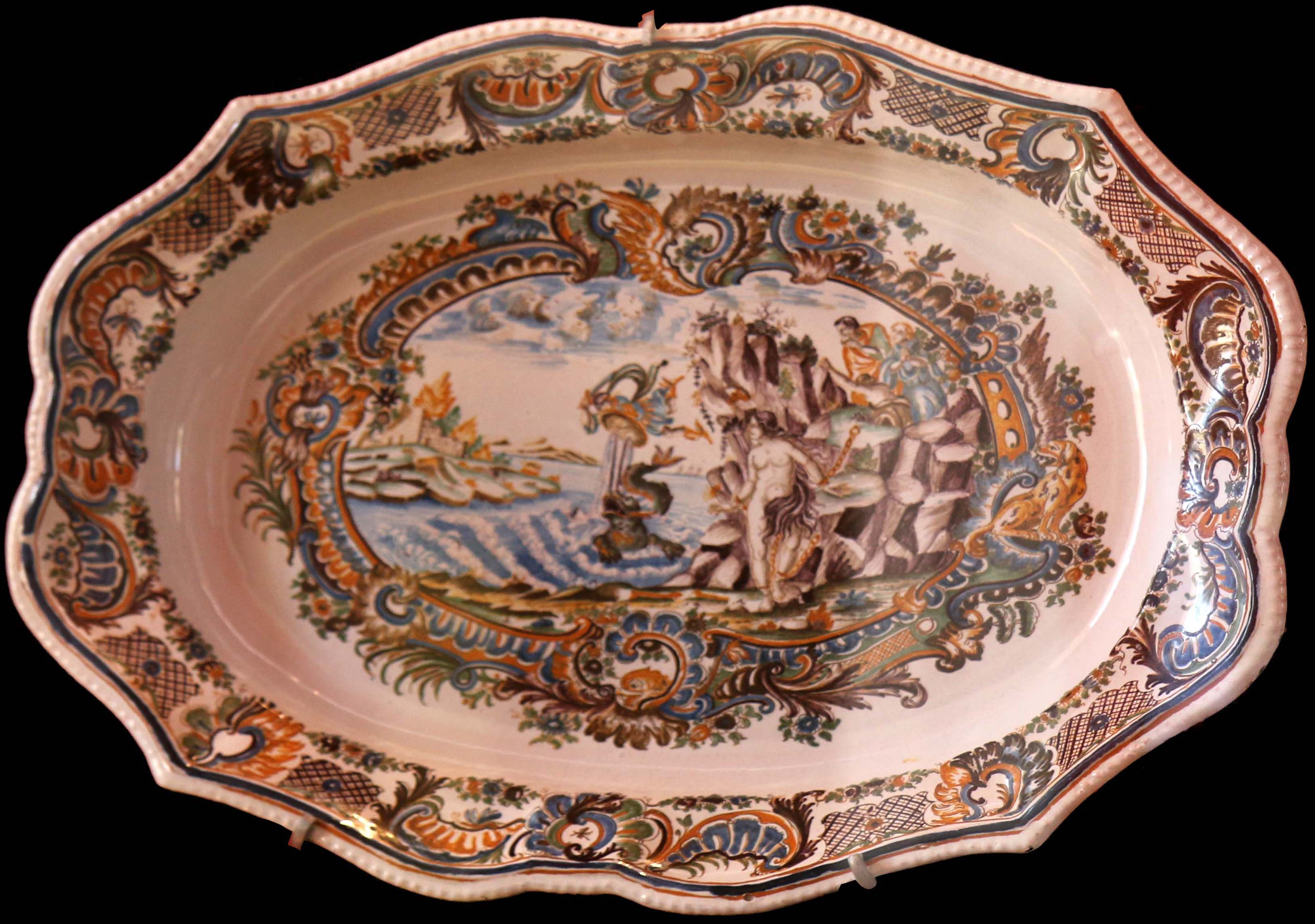
Plat oblong, délivrance d'Andromède, Marseille, musée des arts décoratifs, de la faïence et de la mode.
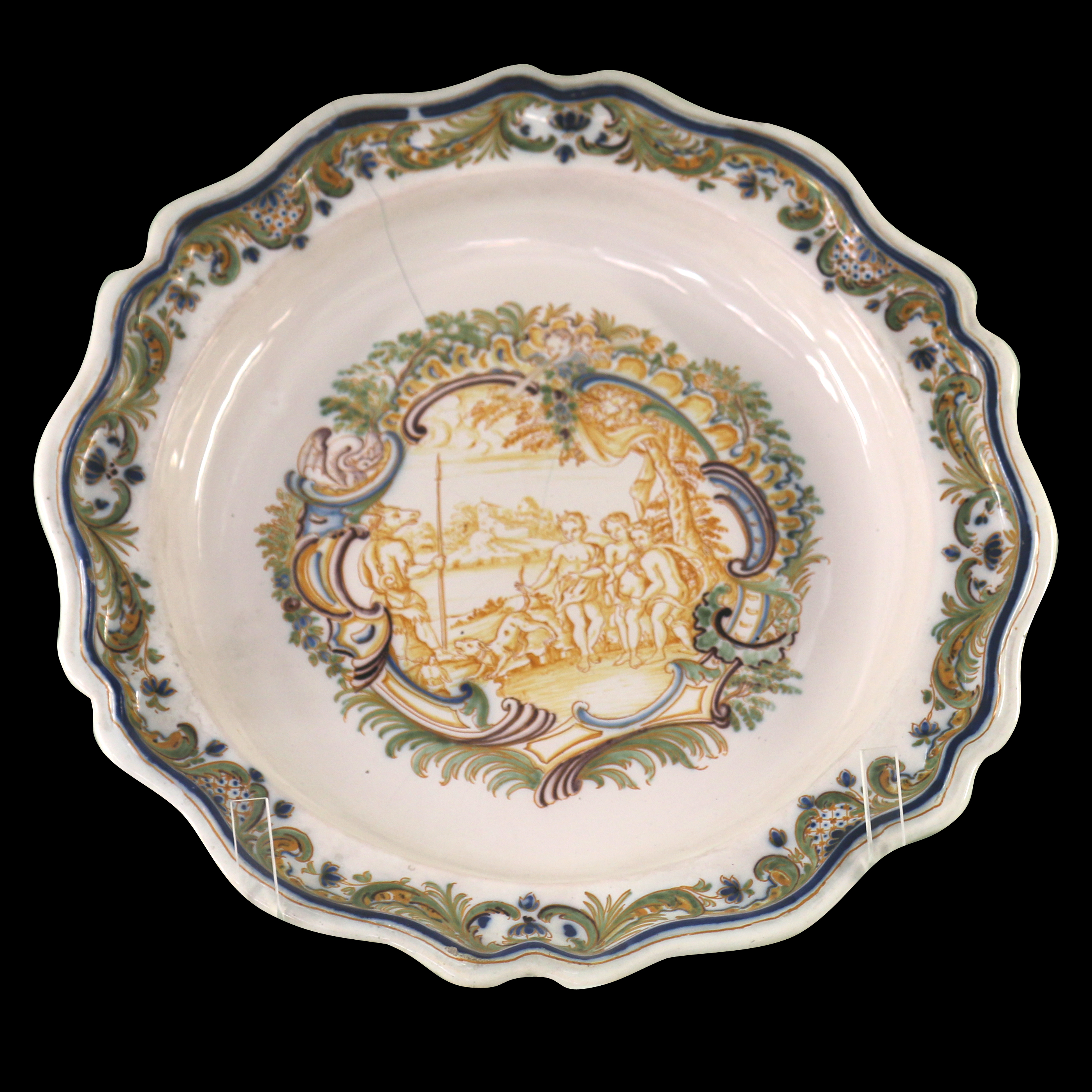
Plat circulaire, musée d'art et d'histoire de Narbonne.
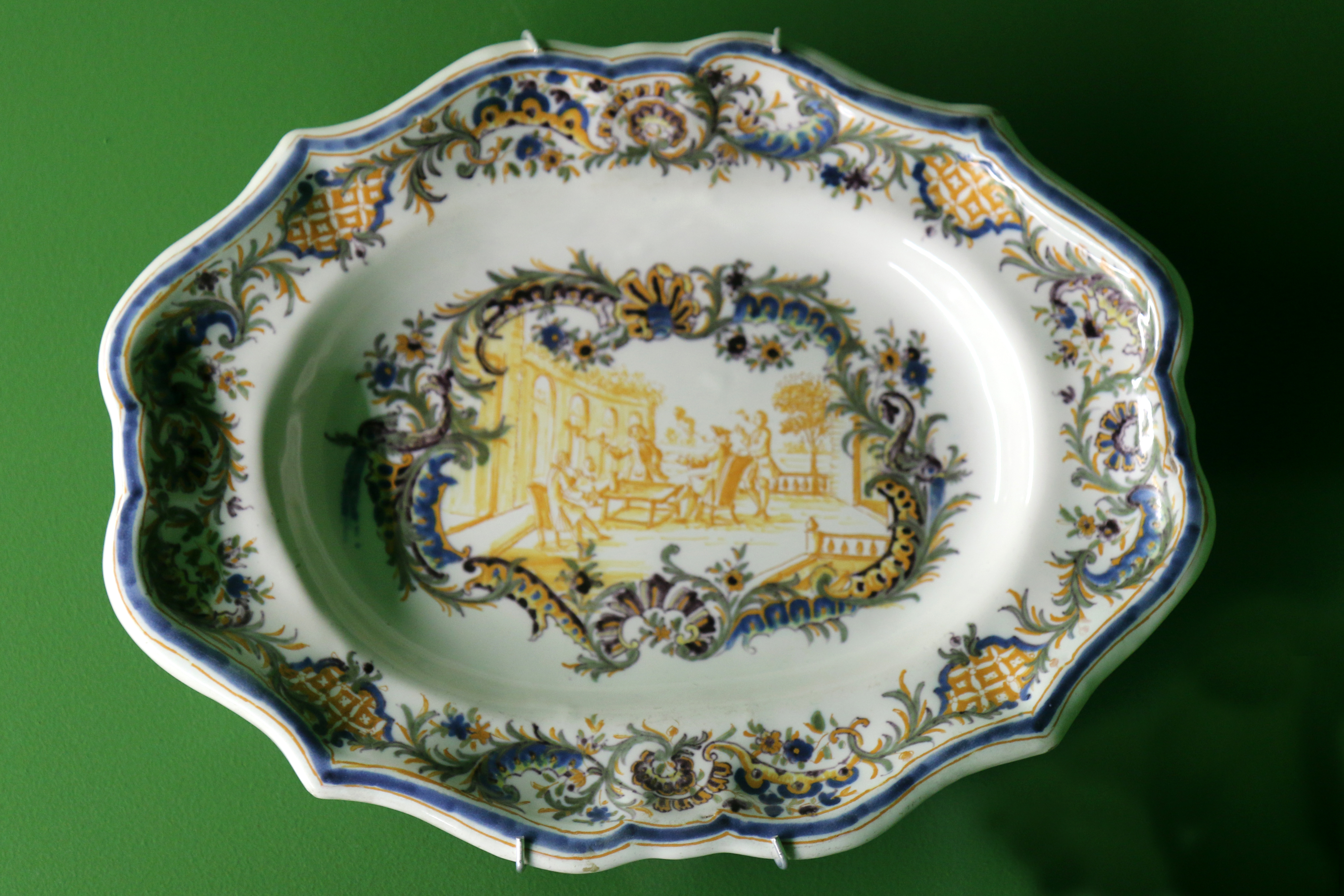
Plat oblong, Avignon, musée Louis Vouland.
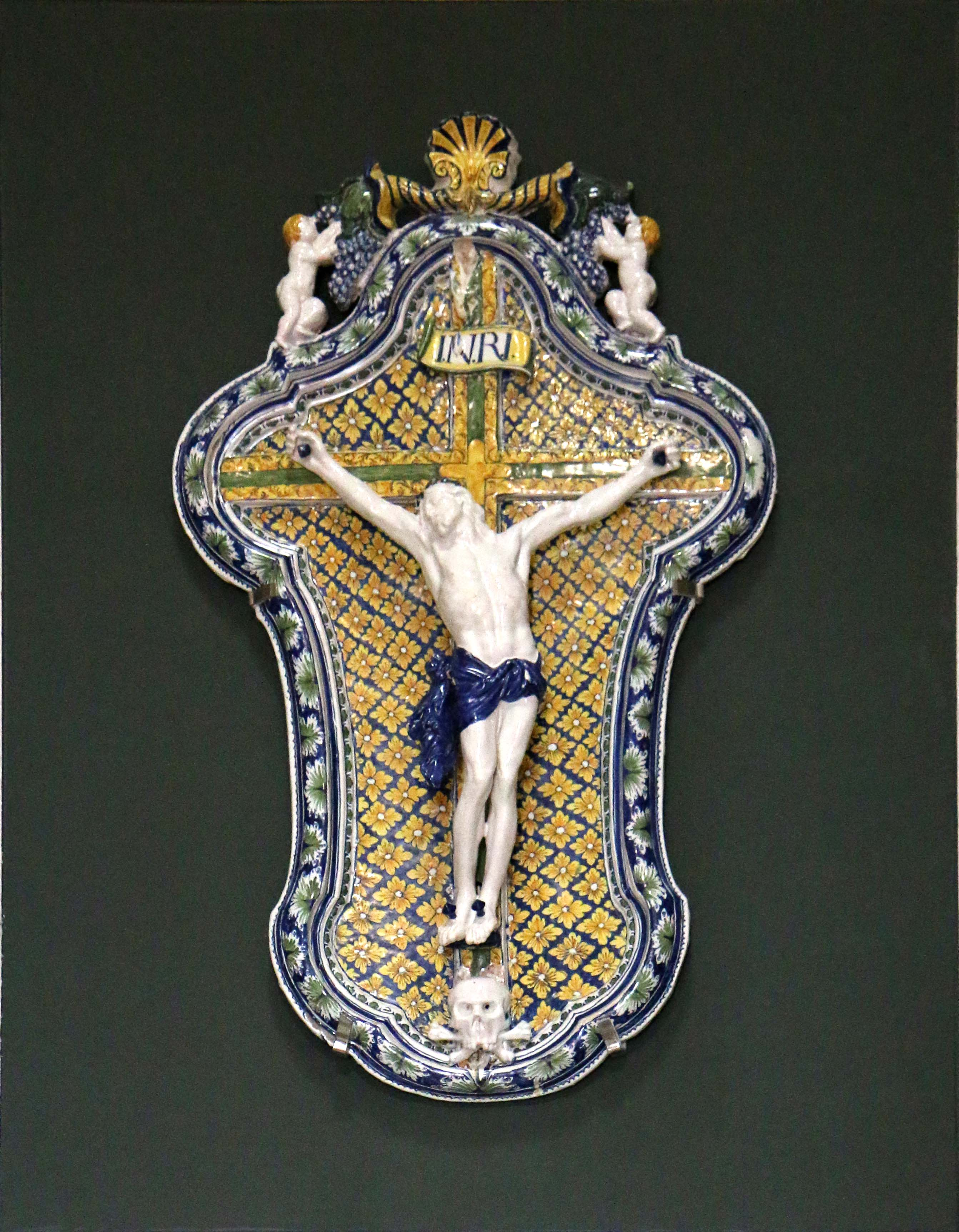
Christ de la chapelle du musée des arts décoratifs, de la faïence et de la mode à Marseille.
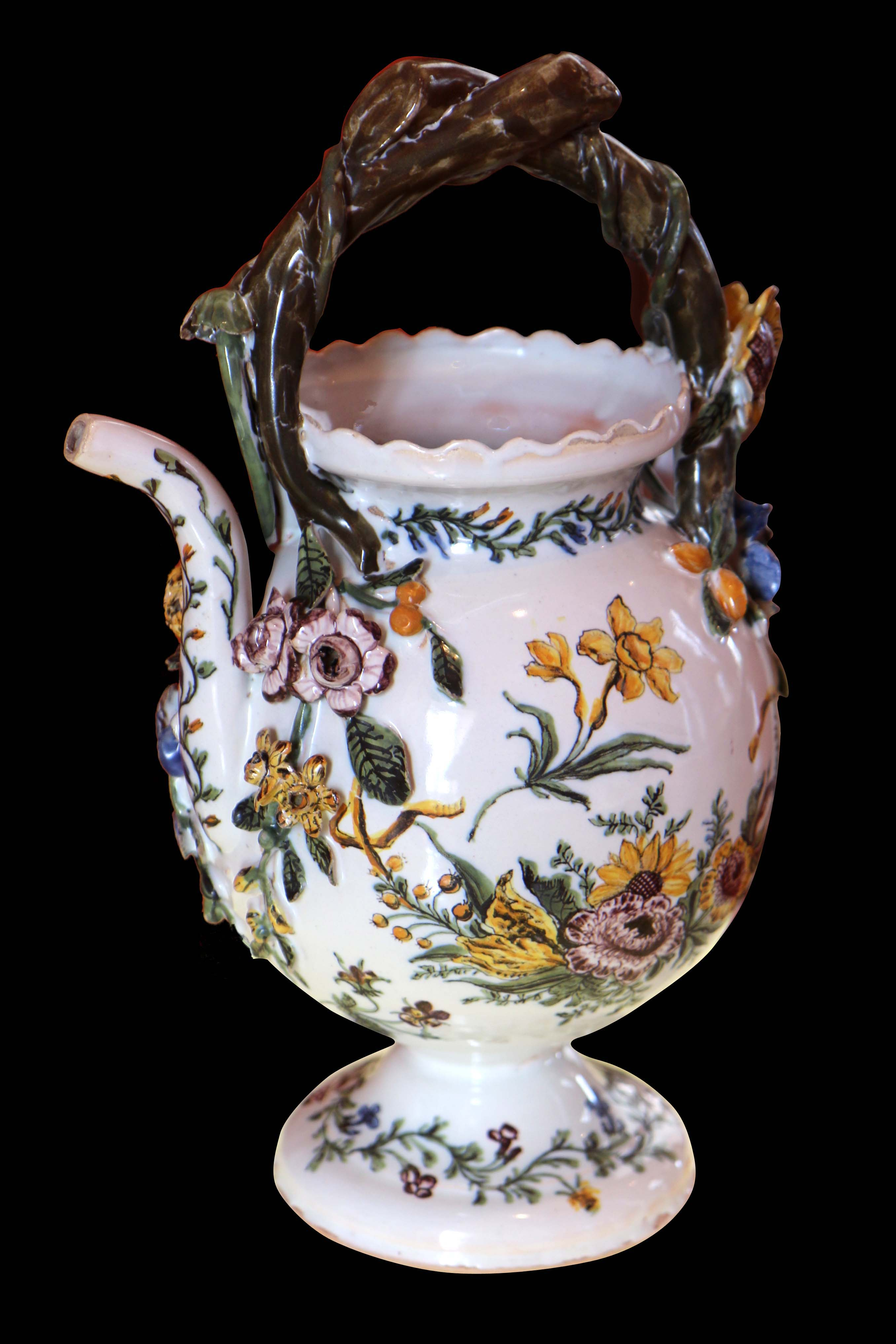
Cruche, Marseille, musée des arts décoratifs, de la faïence et de la mode.

### Faïencerie Veuve Perrin
À partir de 1748 Pierrette Candelot veuve de Claude Perrin développe considérablement la faïencerie créée par son défunt mari et la dirige jusqu'à sa mort en 1793. Peu de productions sont aussi multiples, variées que celles de cette manufacture. Variété infinie des décors avec des fleurs, oiseaux, poissons, animaux de ferme ou sauvages ainsi que tous les types de paysage (scènes galantes, paysages avec fontaines, ruines, etc.), mais aussi variétés des formes : pièces de service (assiettes, plats, terrines, sucriers, seaux à rafraîchir, théières, tasses et soucoupes...), pièces de toilette (aiguières et leur bassin, boîtes à poudre...), pièces d'ornement (fontaines, pots pourris, vases en tout genre...). La marque de cette fabrique est le chiffre VP.

Œuvres publiques de la Veuve Perrin
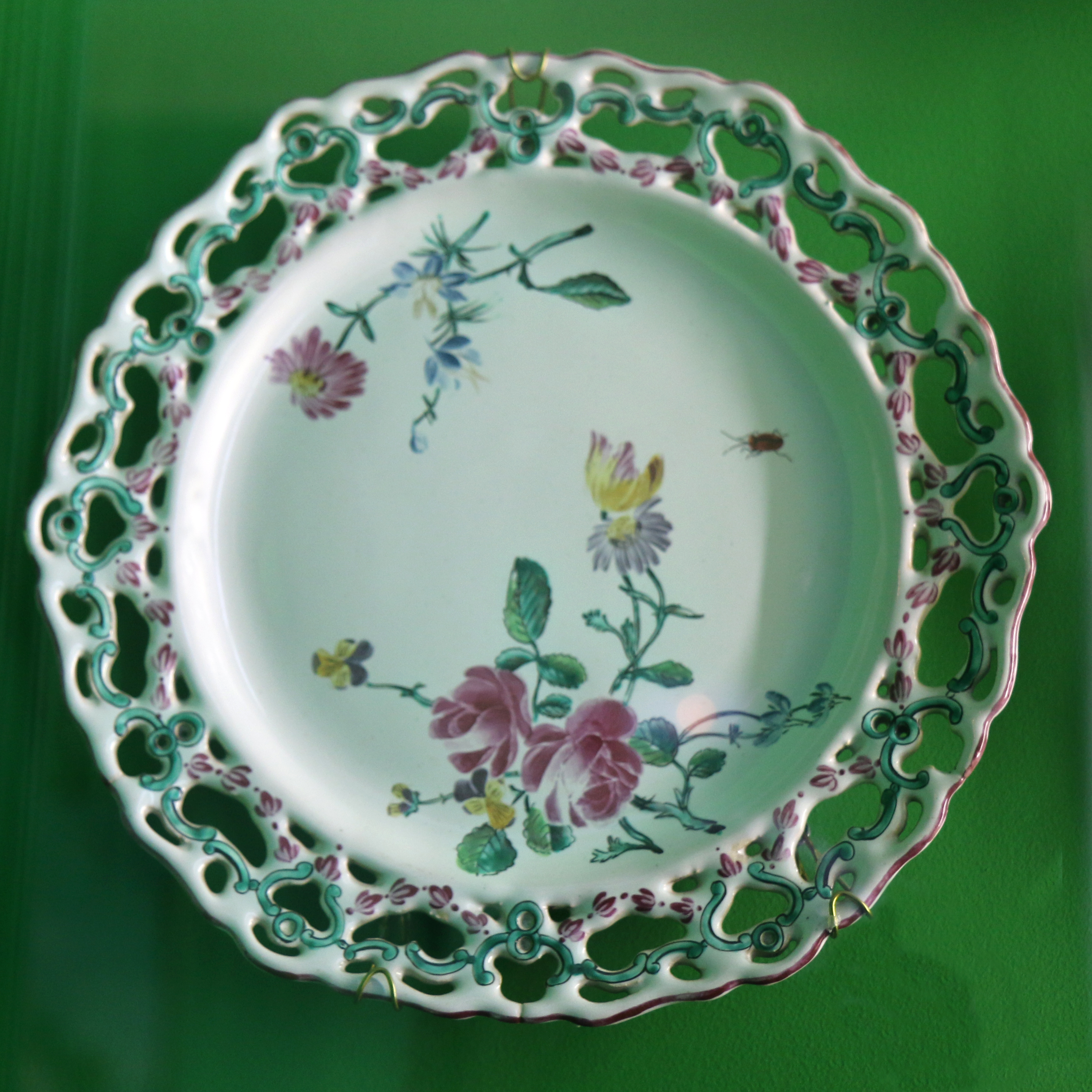
Assiette ajourée, Avignon, musée Louis Vouland.
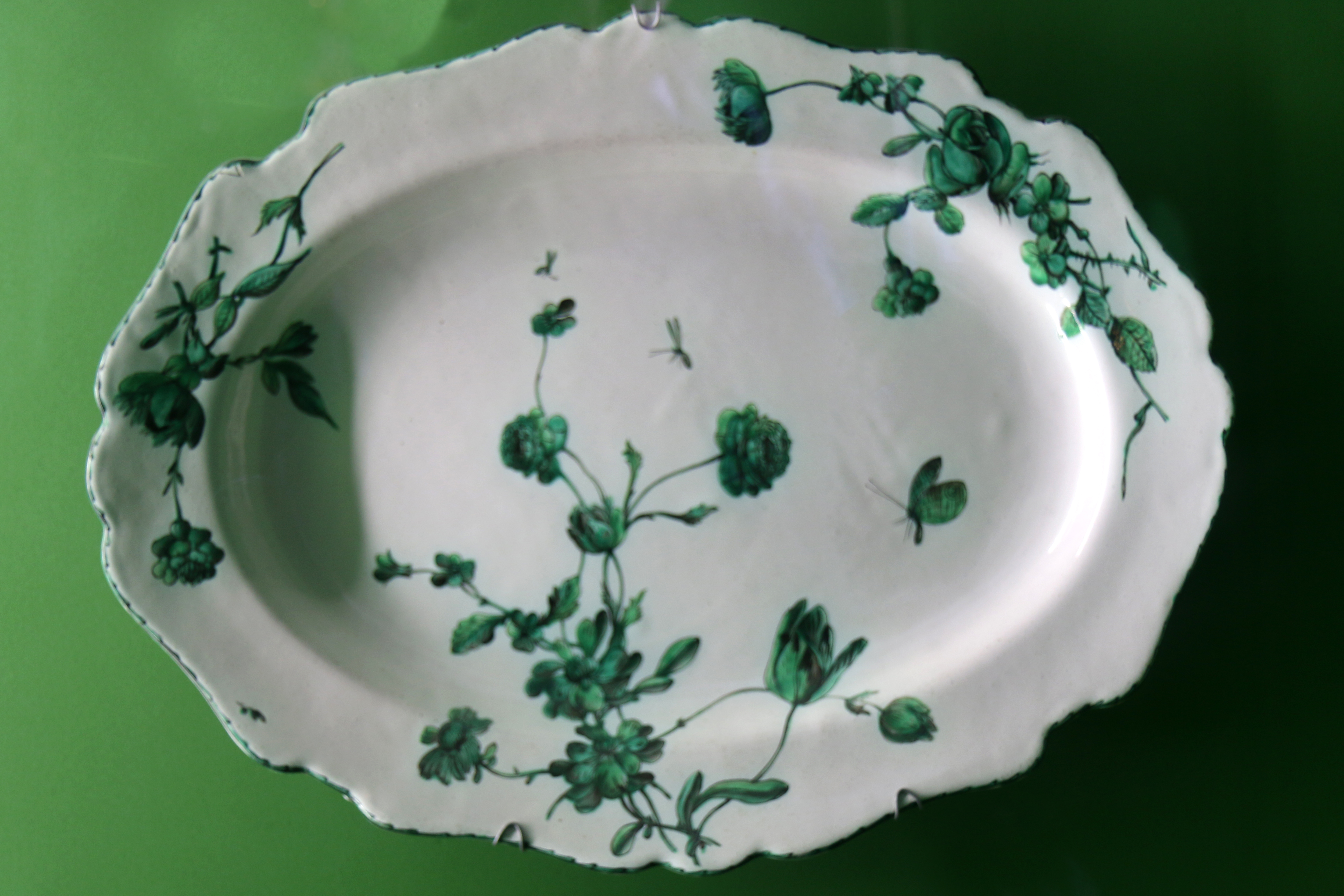
Plat oblong, camaïeu vert, Avignon, musée Louis Vouland.
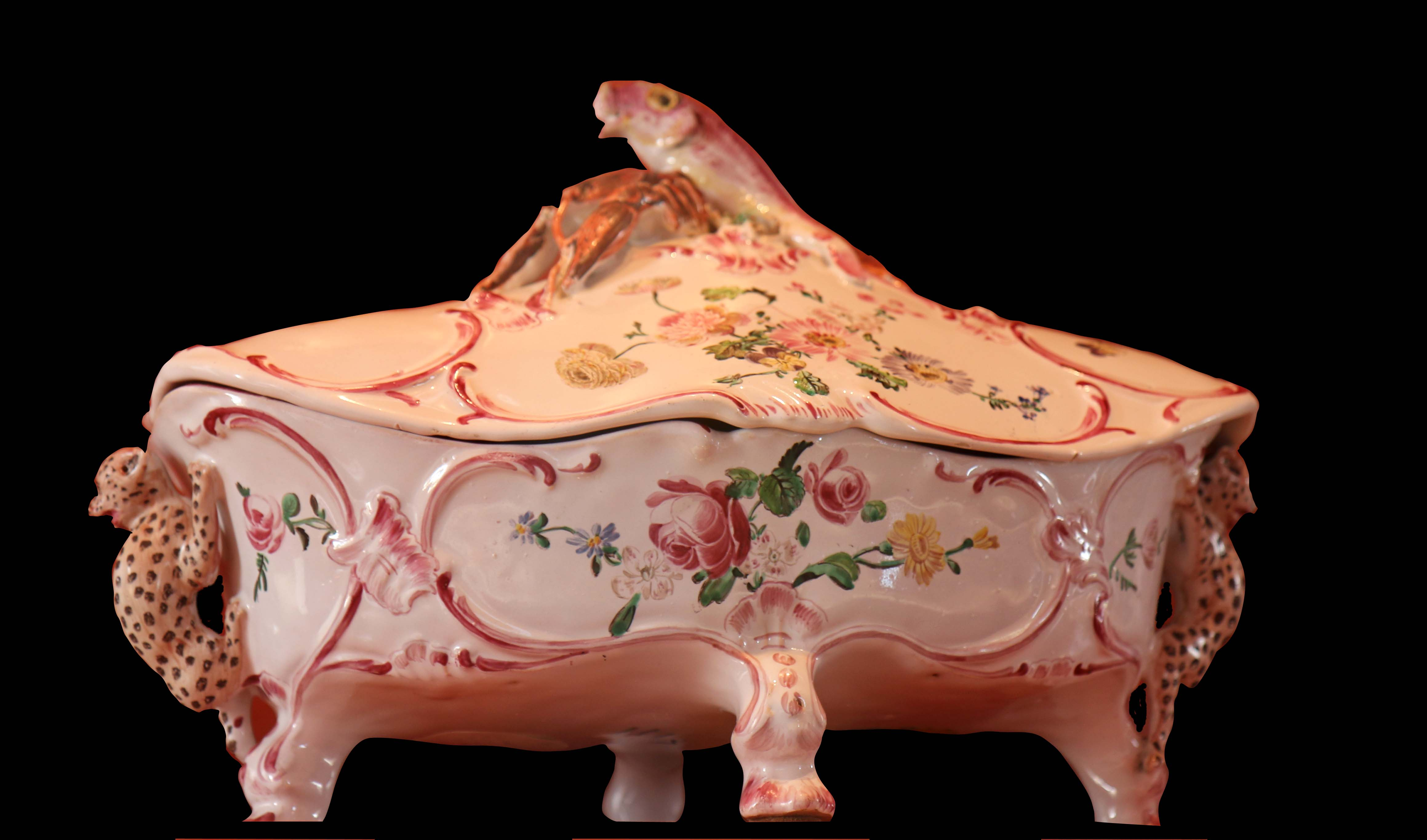
Terrine oblongue avec couvercle, Marseille, musée des arts décoratifs, de la faïence et de la mode.
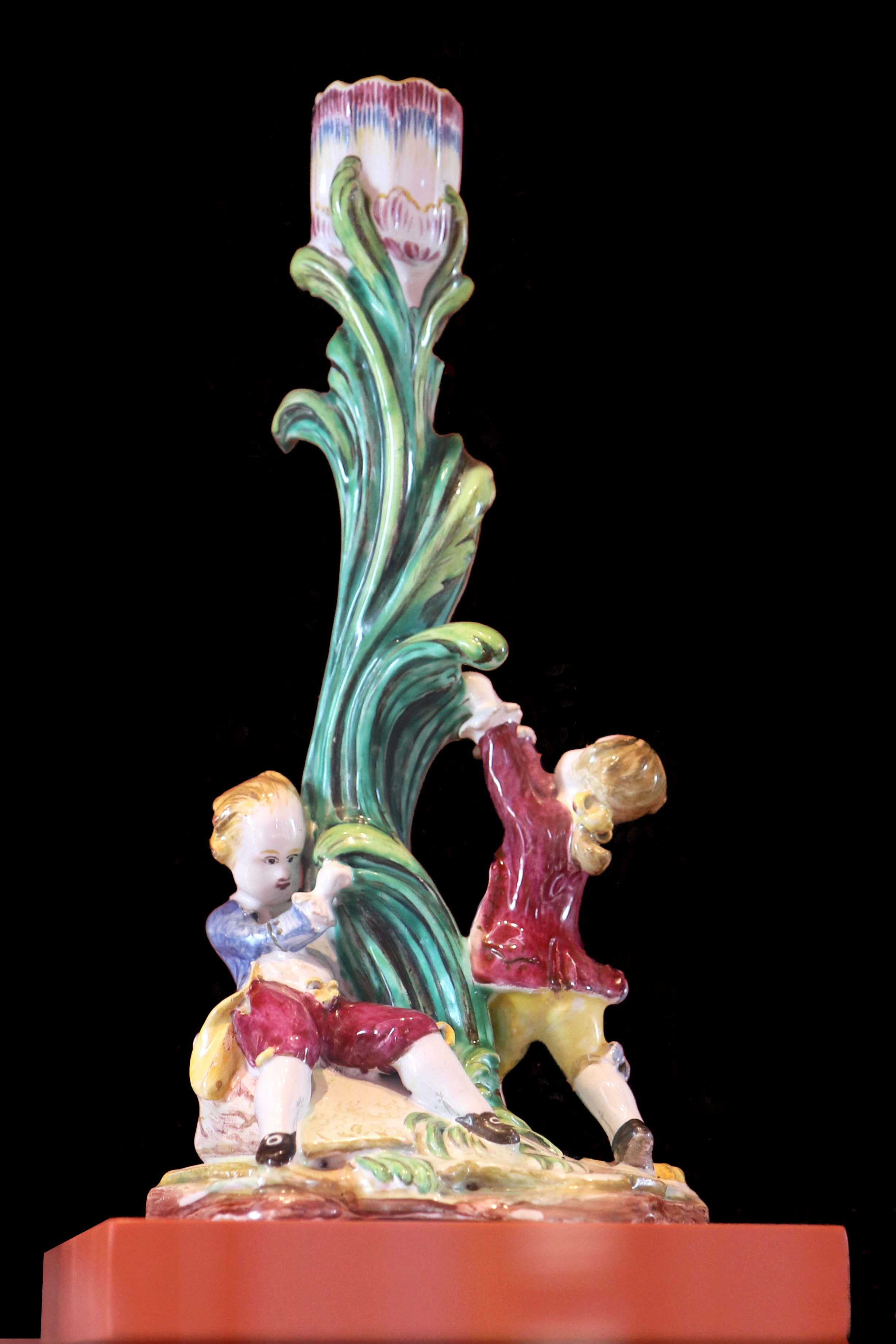
Bougeoir, Marseille, musée des arts décoratifs, de la faïence et de la mode.
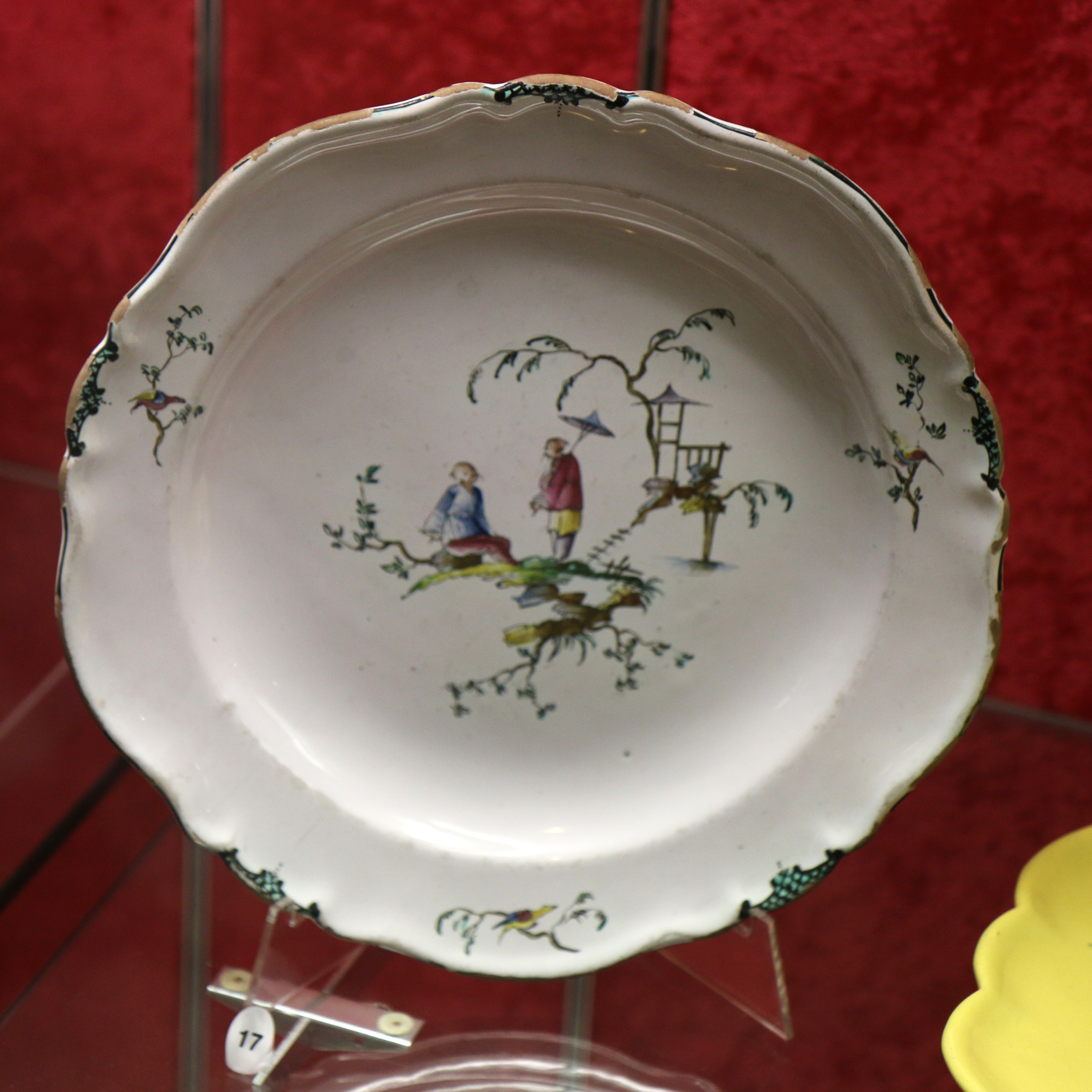
Assiette à décor au chinois, Grasse, musée d'art et d'histoire de Provence.

### Faïencerie Gaspard Robert
Gaspard Robert né vers 1722 est le fils de Jean-Baptiste Robert et d'Anne-Françoise Goujon, petite-fille de Joseph Clérissy. Anne-Françoise, veuve peu de temps après la naissance de son fils Gaspard, se remarie avec le maître faïencier André Estieu. Dès son jeune âge Gaspard travaille dans l'atelier de son beau-père. En 1753 il crée une faïencerie près de la porte de Rome, à proximité de celles de son beau-père et de la Veuve Perrin. Grâce aux relations de son épouse Marguerite de Fléchy issue d'une famille de notables de Riez et de Marseille, il développe rapidement sa production de faïence. Il emploie un grand nombre d'apprentis constituant une main d'œuvre bon marché mais de qualité car il s'agissait souvent d'élèves de l'Académie des Beaux-Arts.
Ayant obtenu en 1767 l'autorisation de fabriquer de la porcelaine, il crée pour cette production un atelier spécialisé qui sera visité le 2 juillet 1777 par Monsieur, comte de Provence, futur Louis XVIII. En 1789 il est élu député du Tiers-État pour représenter les faïenciers, mais subit néanmoins les contrecoups de la tourmente révolutionnaire. Sa production connait un net ralentissement, mais Gaspard Robert poursuit son activité jusqu'à son décès survenu le 8 avril 1799.
À bien des égards la production de Gaspard Robert est proche de celle de la Veuve Perrin dont elle est pratiquement contemporaine, mais probablement moins abondante. Les principaux types de décor utilisés sont les camaïeux sépia, vert ou rose, les végétaux et les paysages polychromes. Plus que tout autre céramiste marseillais Gaspard Robert fait usage fréquent des applications d'or : sa supériorité en cette matière est incontestable. Il combine avec bonheur la polychromie et la dorure.

Œuvres publiques de Gaspard Robert
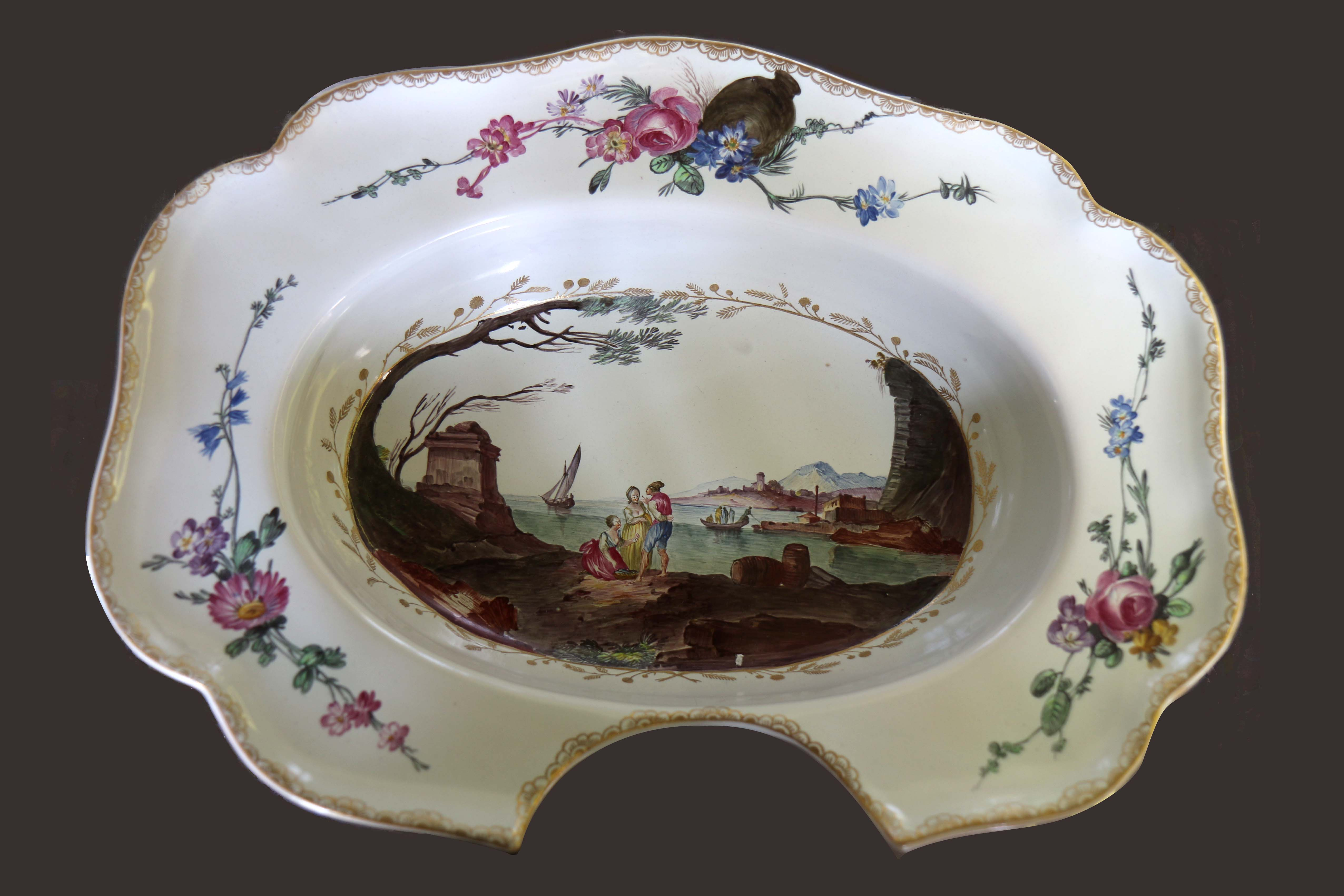
Bassin de toilette, Marseille, musée des arts décoratifs, de la faïence et de la mode.
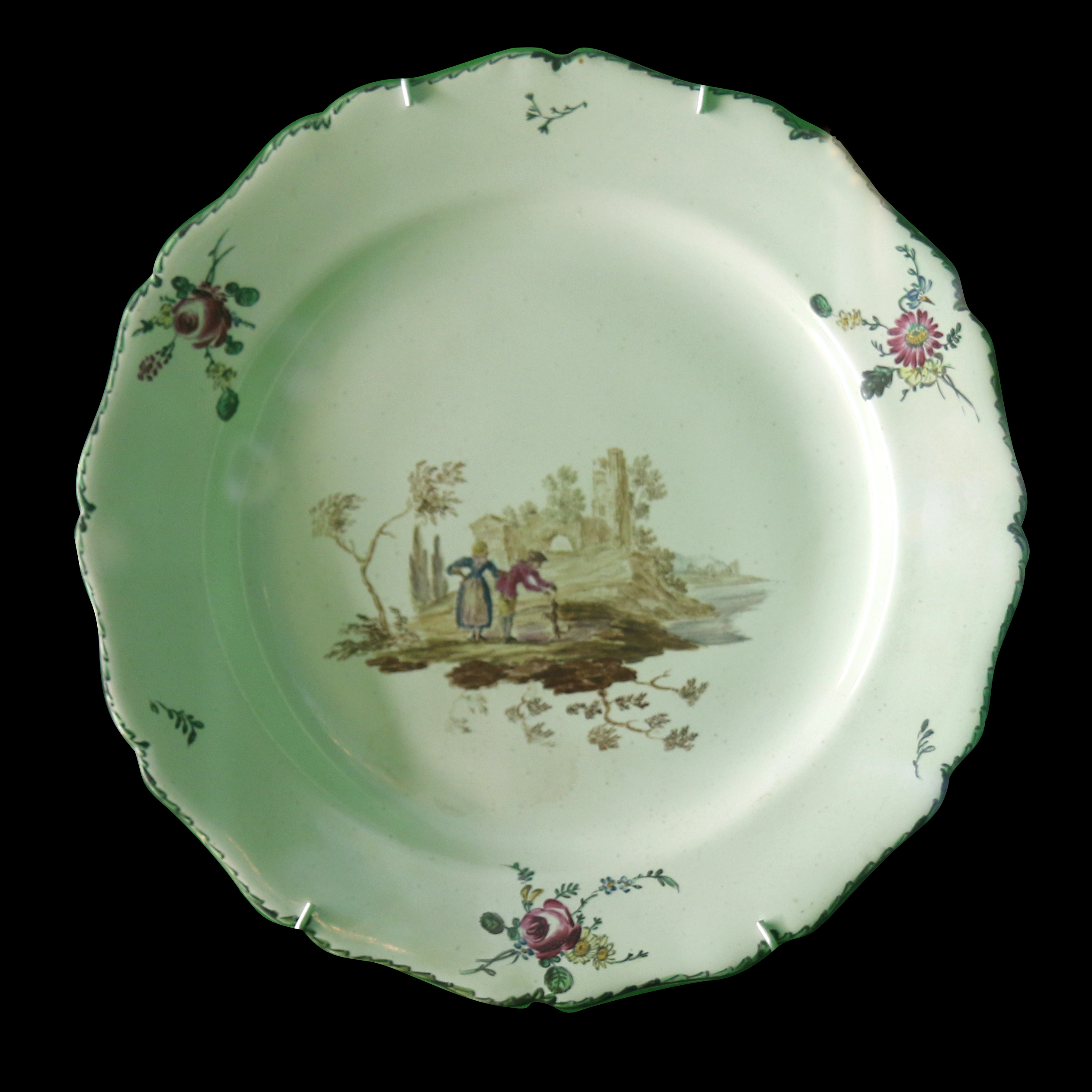
Assiette avec personnages, Avignon, musée Louis Vouland.
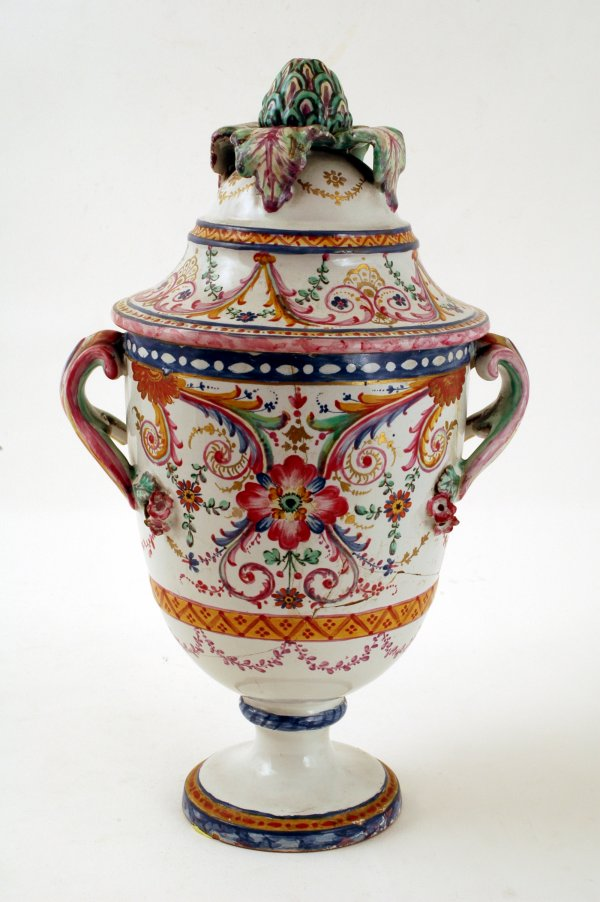
Vase, musée des arts décoratifs et du design de Bordeaux.
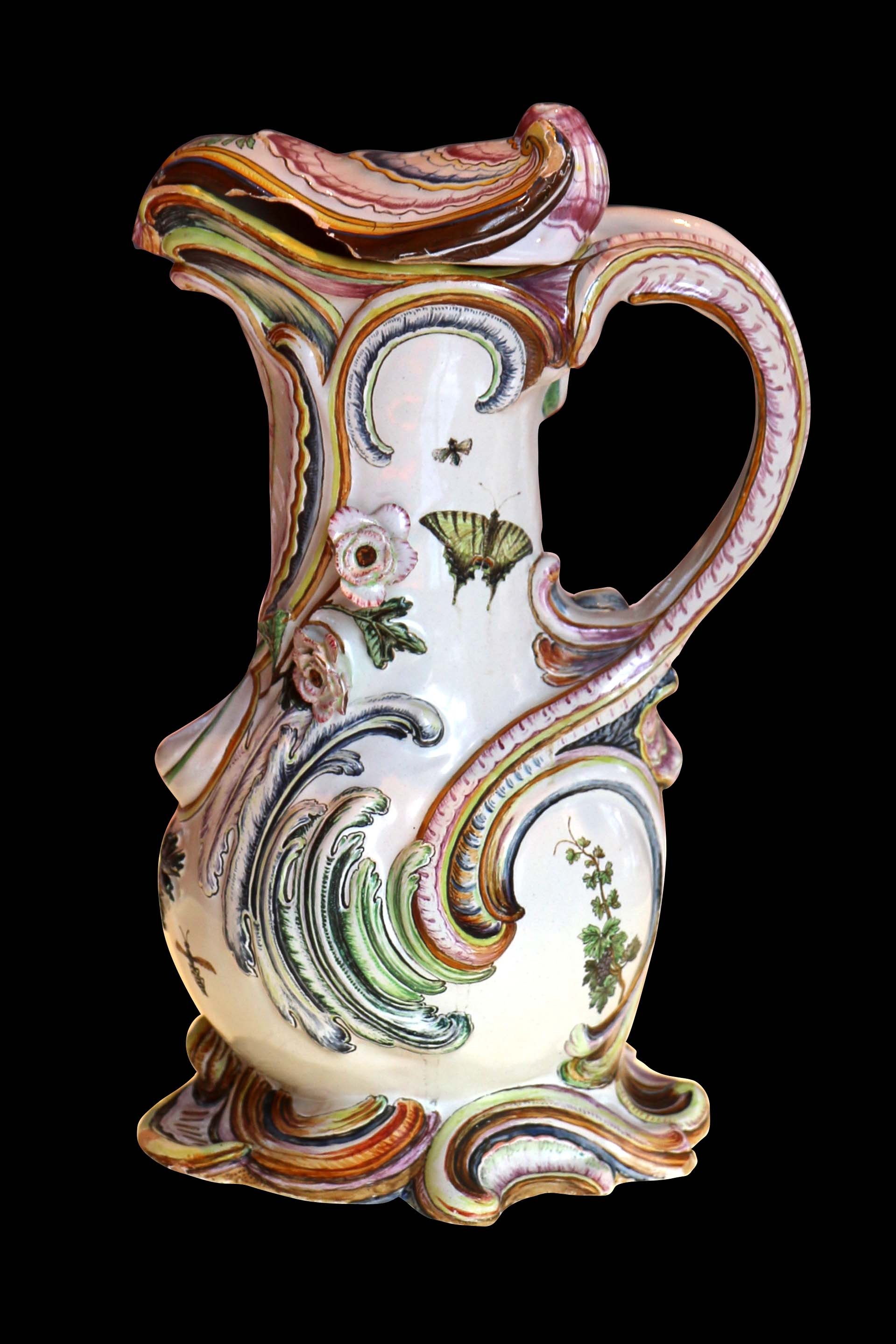
Aiguière, Marseille, musée des arts décoratifs, de la faïence et de la mode.
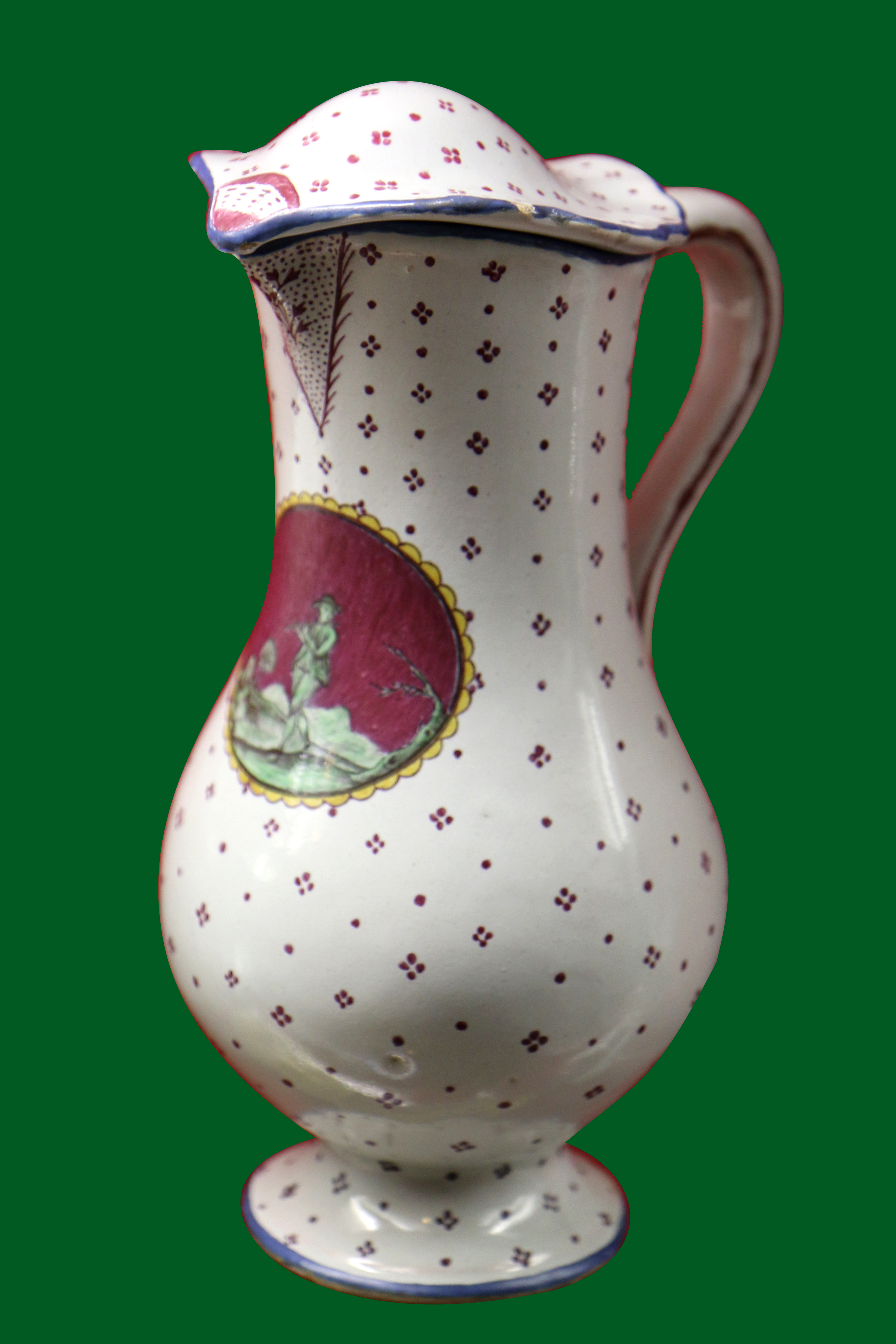
Aiguière attribuée à G. Robert, Grasse, musée d'art et d'histoire de Provence.
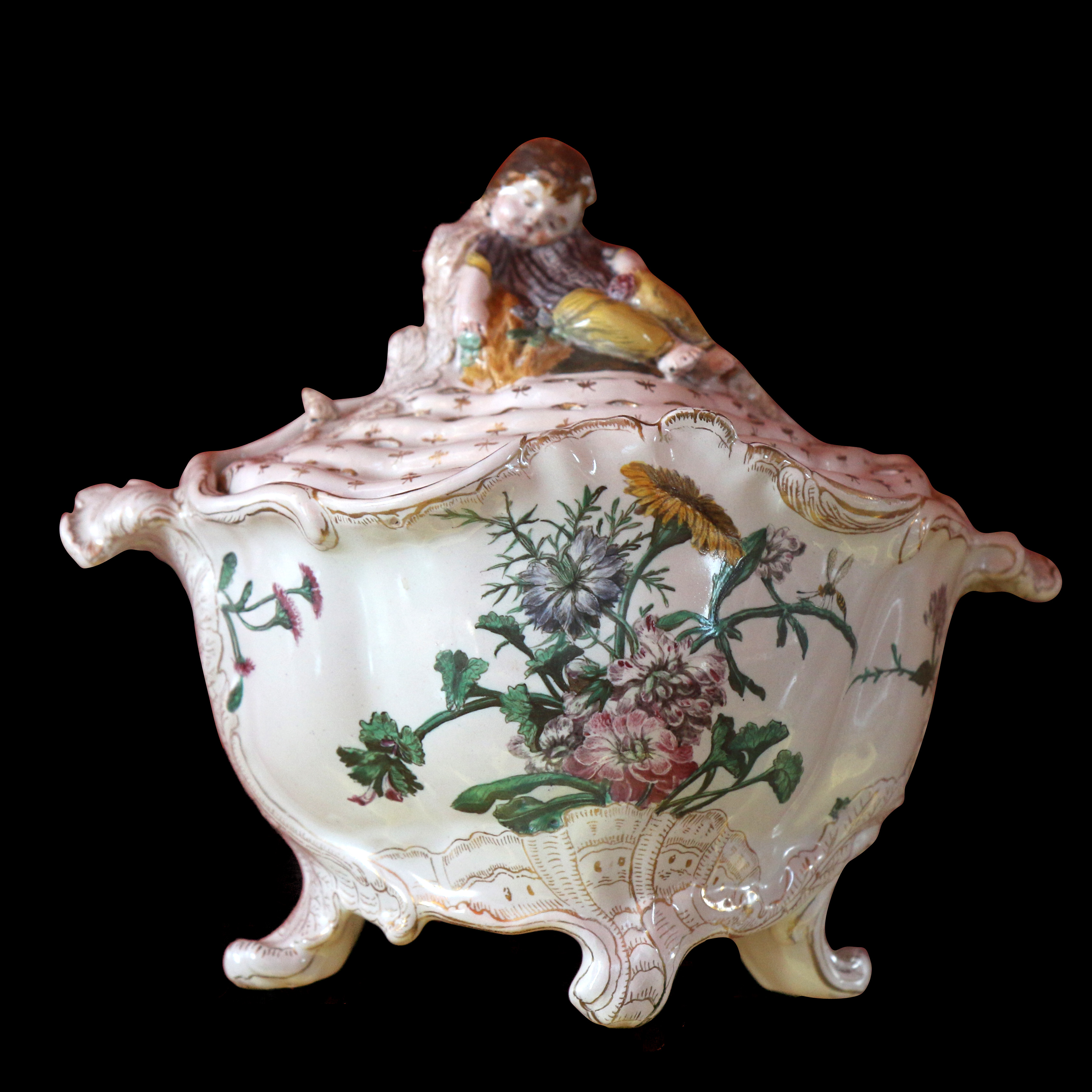
Pot pourri, Marseille, musée des arts décoratifs, de la faïence et de la mode.

### Faïencerie Honoré Savy
Né en 1725 Honoré Savy est le fils de Jean Savy, maître charcutier, et de Françoise Périer. Le 7 février 1743 il se marie à l'âge de dix huit ans avec Marie Anne d'André. Dès 1745 il est qualifié de "peintre en faïence" et travaille peu de temps après dans la fabrique d'Esprit Joseph Leroy, frère de louis Leroy. En 1756 il est reçu en tant que membre associé à l'Académie de peinture et de sculpture de Marseille alors florissante. À partir de cette période il travaille pour la veuve Perrin et en 1757 il s'associe avec sa patronne ce qui prouve sa valeur artistique car l'habile veuve n'aurait pas choisi pour associé un artiste quelconque.
En 1764 Honoré Savy exploite sa propre fabrique située près de la porte de Rome à proximité de celle de la veuve Perrin tout en poursuivant sa collaboration avec cette dernière. Il en résulte que sa production personnelle est difficilement identifiable car stylistiquement très proche de celle de la veuve Perrin ; les deux fabriques présentent toujours de nombreuses similitudes tant pour les formes que pour le décor. De plus plusieurs pièces marquées d'un S et parfois d'un C avaient été attribuées à Honoré Savy mais cette production a été rendue à Sceaux, S C signifiant Sceaux-Chapelle. La qualité de sa production lui fut rapidement reconnue ce qui lui valut la visite le 2 juillet 1777 de Monsieur, frère du roi Louis XVI, qui se rendit également dans la fabrique de porcelaine de Gaspard Robert. Cela lui valut le titre pour sa fabrique de manufacture royale. Depuis cette date Honoré Savy marque ses produits de la fleur de lis, mais cette signature se trouve également sur des faïences étrangères à Marseille d'où d'autres erreurs possibles d'attribution.
Parallèlement à son activité de faïencier, Honoré Savy exerce celle d'armateur afin d'exporter ses marchandises aux Antilles, notamment à Point-à-Pitre.

Œuvres publiques d'Honoré Savy
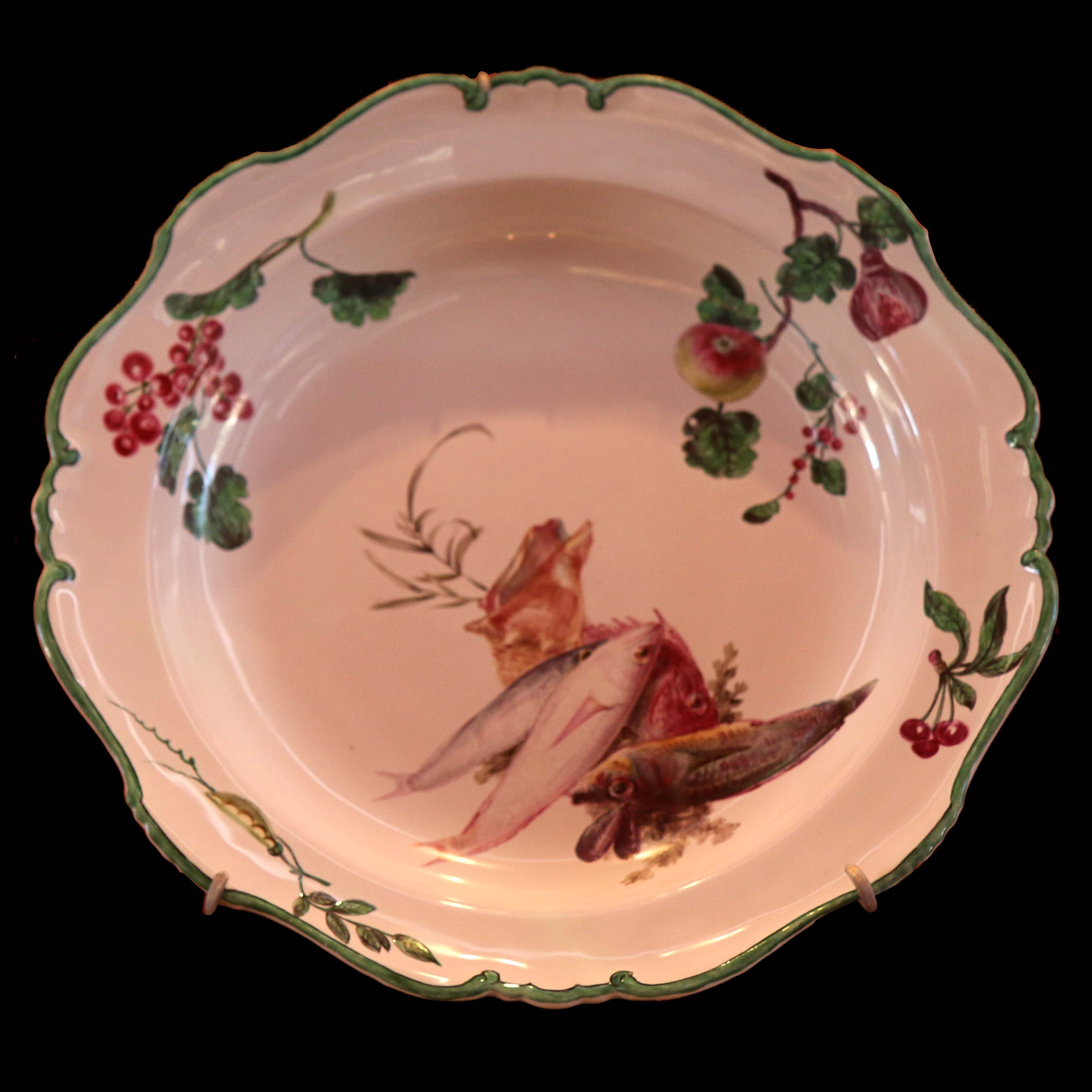
Assiette, Marseille, musée des arts décoratifs, de la faïence et de la mode.
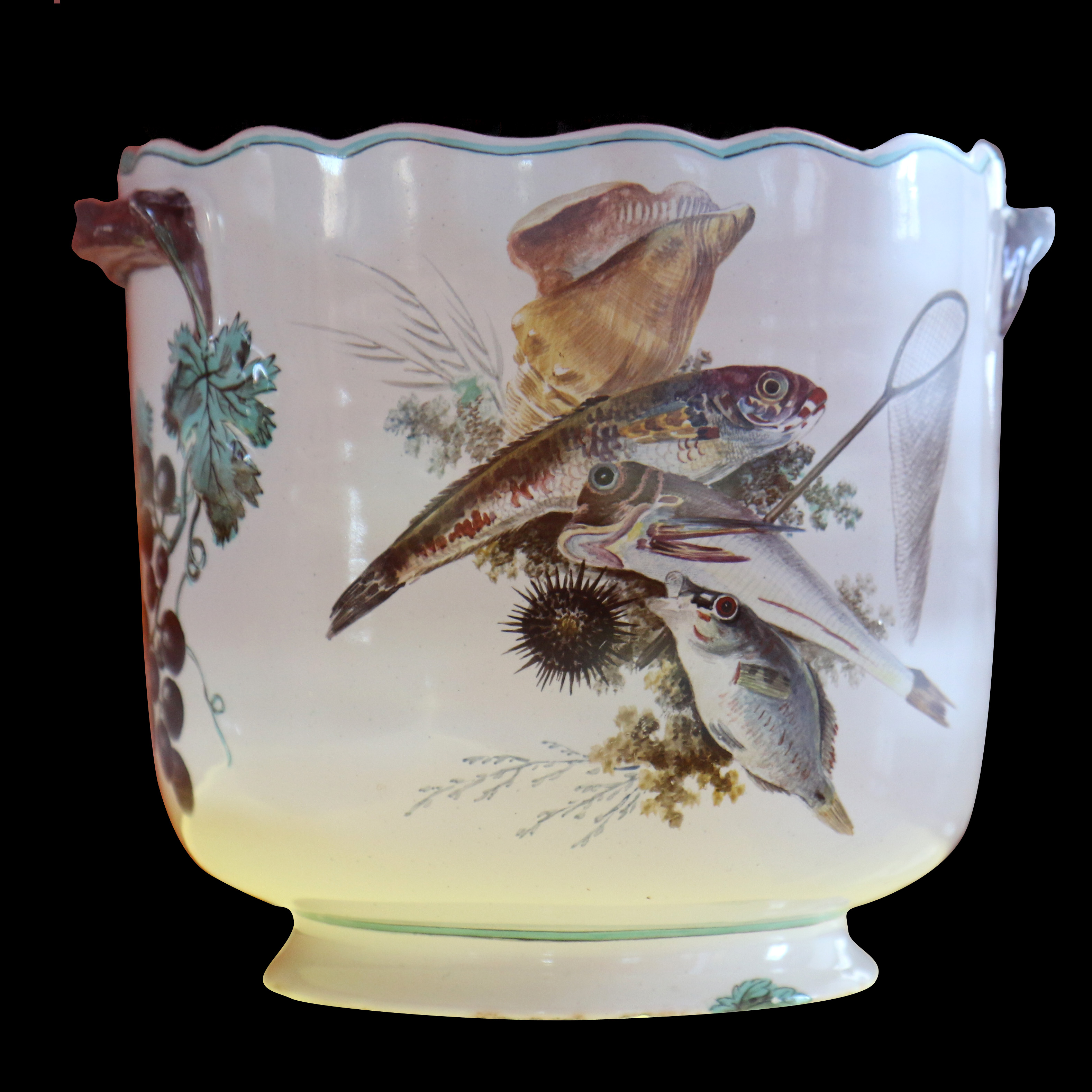
Seau à bouteille, Marseille, musée des arts décoratifs, de la faïence et de la mode.
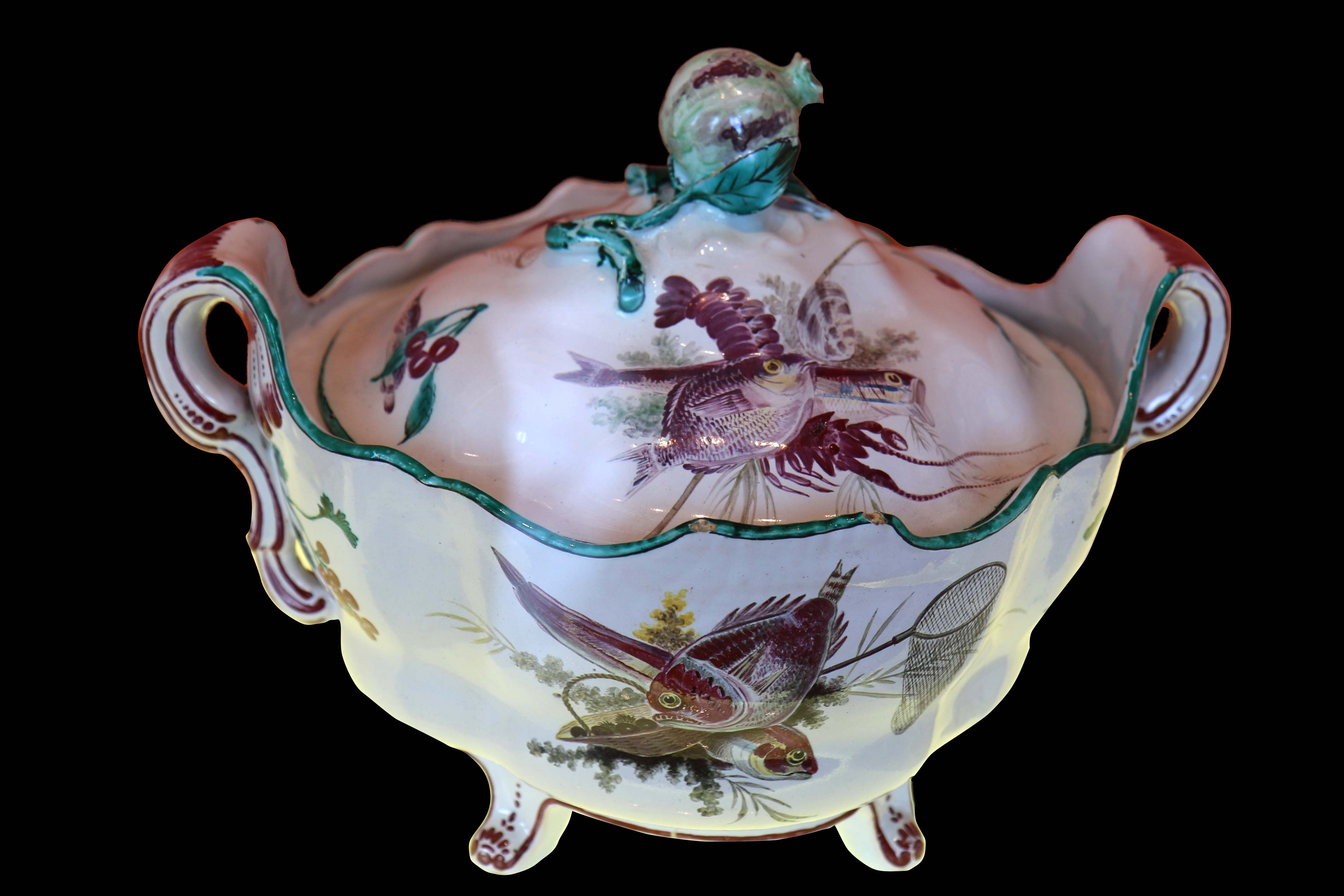
Pot à oille, Marseille, musée des arts décoratifs, de la faïence et de la mode.
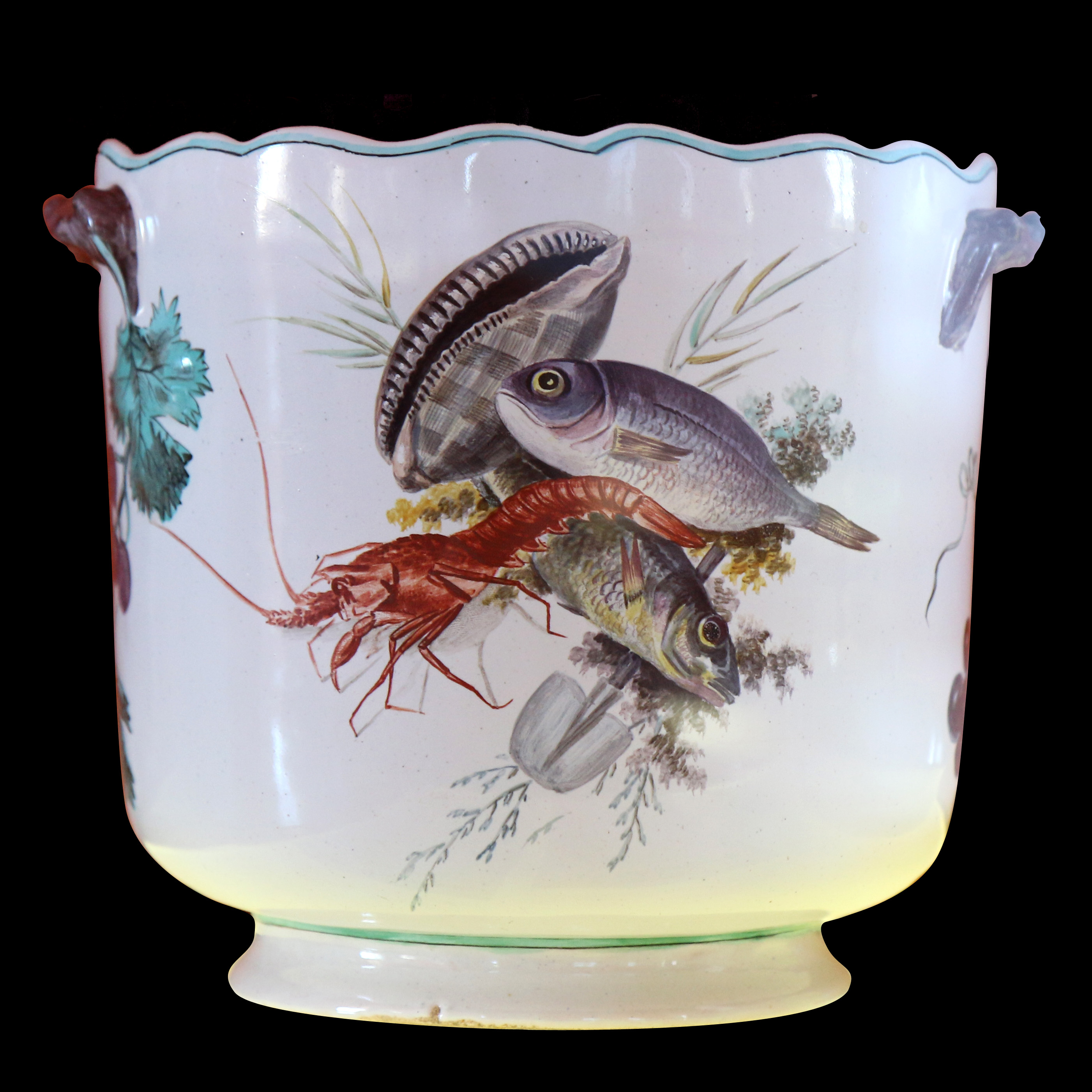
Seau à bouteille, Marseille, musée des arts décoratifs, de la faïence et de la mode.
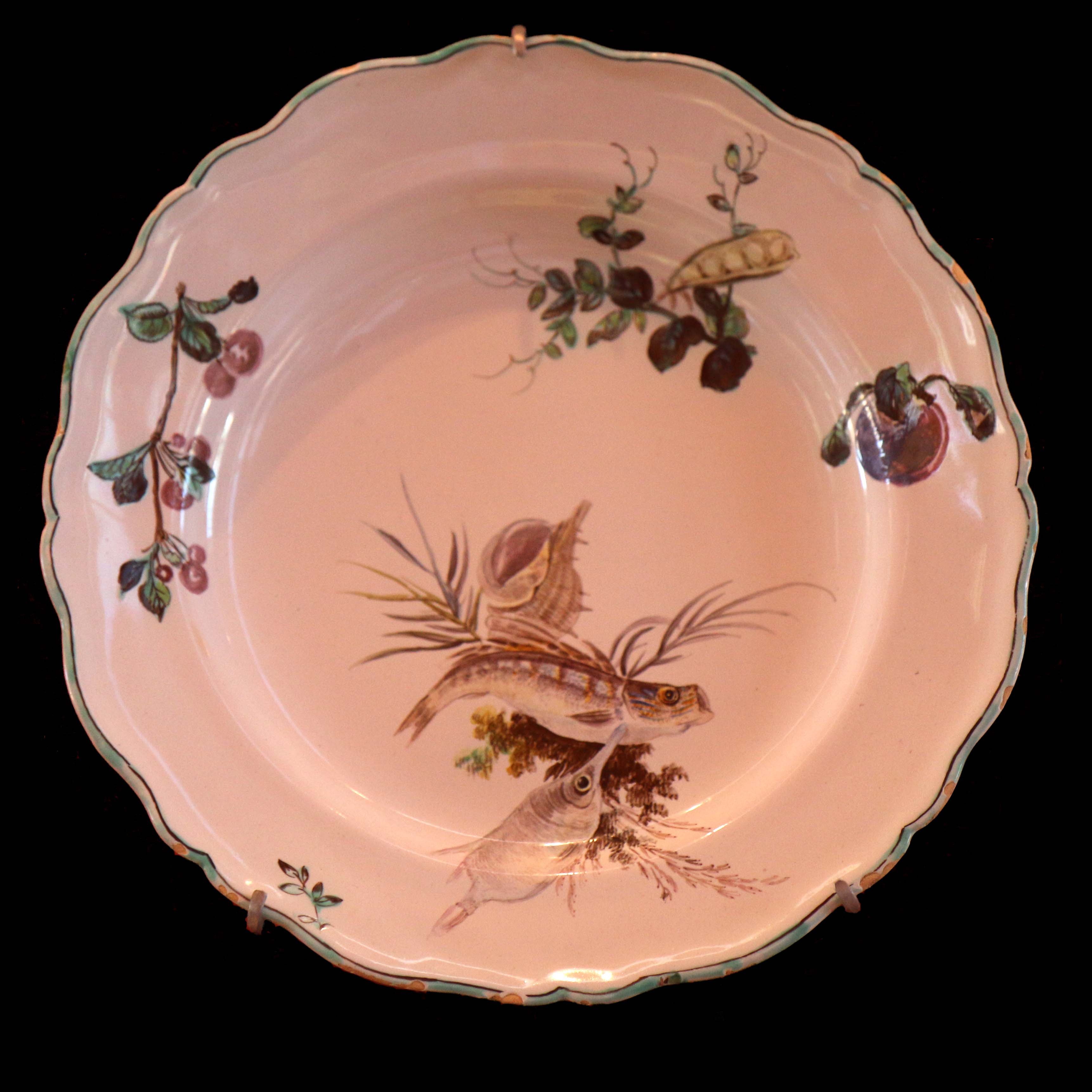
Assiette, Marseille, musée des arts décoratifs, de la faïence et de la mode.

### Antoine Bonnefoy
Entré en 1762 dans l'atelier de Gaspard Robert, Antoine Bonnefoy y fait son apprentissage pendant six ans. En 1777 il crée avec son frère Joseph, une société pour exploiter une fabrique dissoute l'année suivante. Il poursuit seul l'activité. Pendant la Révolution il est nommé ainsi que Gaspard Robert, député de la corporation des faïenciers afin de dresser un mémoire portant sur l'état de la fabrication de la faïence et de la porcelaine. En 1793 il achète des terrains et des immeubles ayant appartenu à des communautés religieuses et vendus comme biens nationaux, et en particulier un grand terrain situé aux allées de Meilhan (partie haute de l'actuelle Canebière), proche de ses ateliers, pour créer une nouvelle fabrique terminée peu avant sa mort survenue en 1795. Son fils Augustin poursuit l'activité jusqu'à la fermeture de l'atelier en 1815.
La plupart des pièces connues proviennent de la collection de Mademoiselle Gavot, ancienne propriétaire du château de la Viste, qui avait hérité du fonds de commerce de ce faïencier et l'avait soigneusement conservé. Antoine Bonnefoy réalise des pièces en camaïeu rose avec pour sujet principal un paysage, et en polychromie des paysages souvent inspirés des tableaux de Claude Joseph Vernet. Il peint également, mais plus rarement, des fleurs et des poissons. À l'exemple de ses prédécesseurs il a fabriqué des statuettes.

Œuvres publiques d'Antoine Bonnefoy
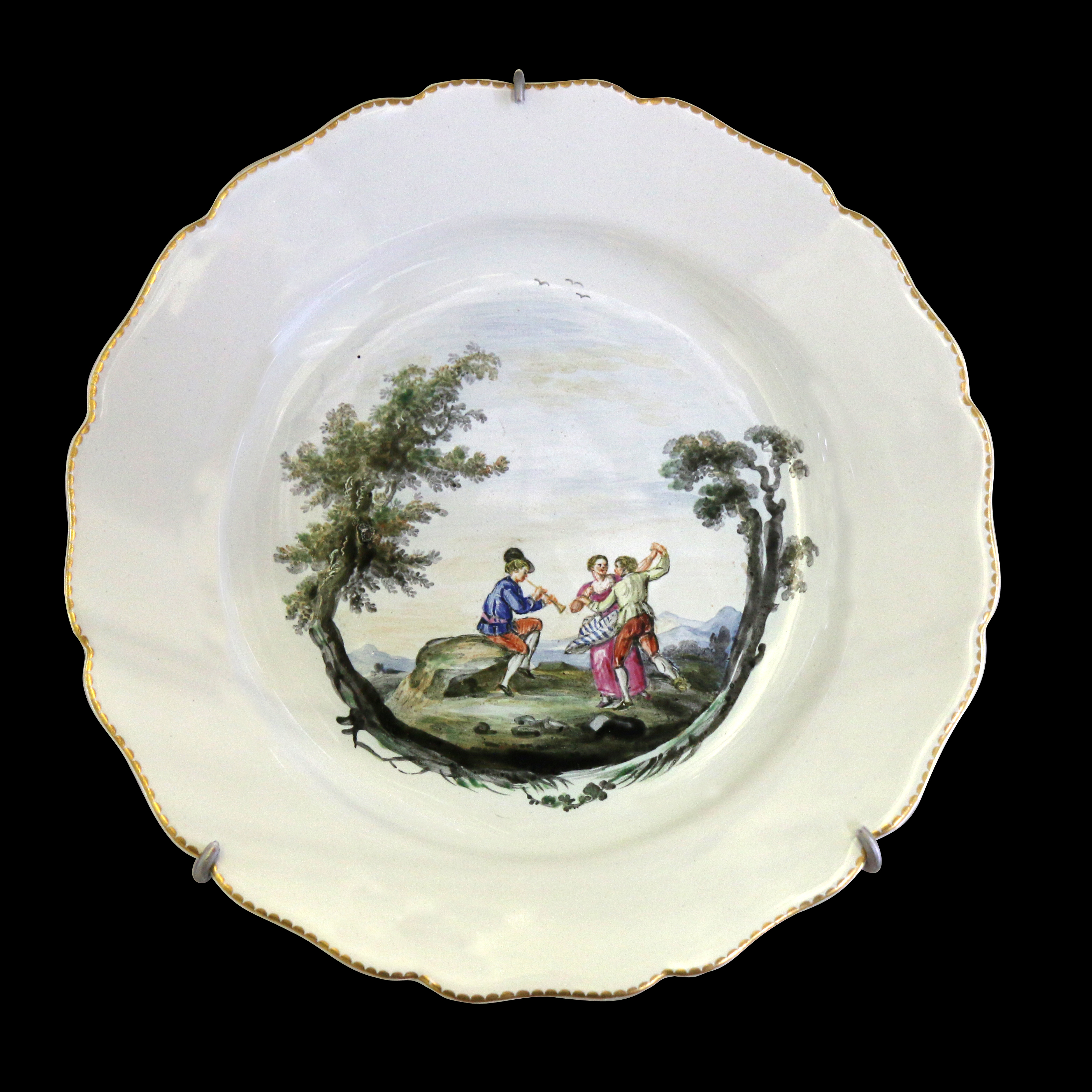
Assiette à décor polychrome et or, Marseille, musée des arts décoratifs, de la faïence et de la mode.
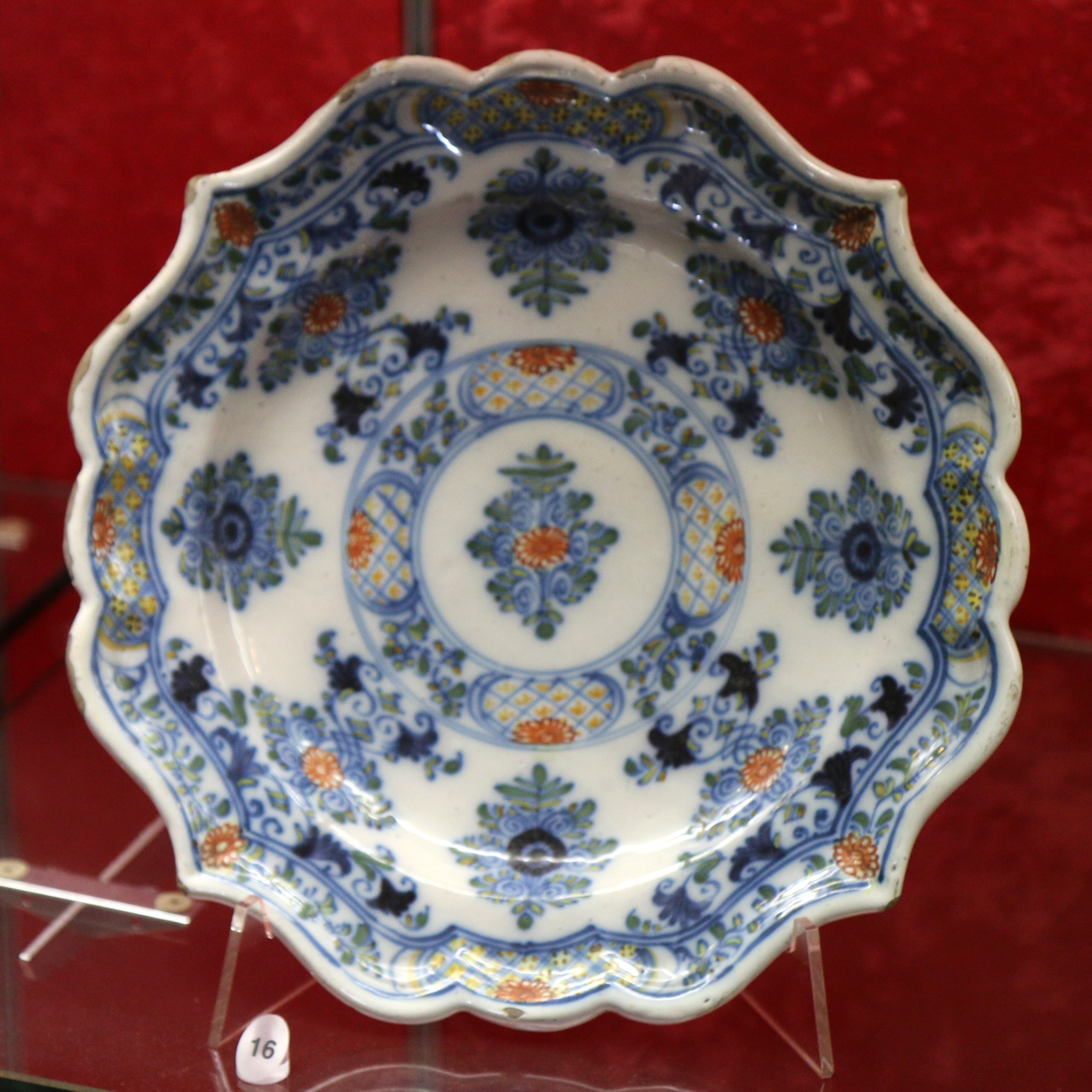
Assiette, Grasse, musée d'art et d'histoire de Provence.

## Collections publiques exposant de la faïence de Marseille
Aux États-Unis
- New York, Metropolitan Museum of Art : Paire de pots pourris, sucrier et son plateau, terrine et son couvercle, saucière et plateau, assiette à décoration maçonnique, assiette à aile ajourée, pot à crème, plat à barbe[10]

En France
- Aix-en-Provence, Musée du Vieil-Aix : Grand plat circulaire à bords chantournés et gaufrés[MD 11], Grand plat circulaire à bord uni, avec scène de chasse dans le médaillon central[MD 12].
- Avignon, musée Louis Vouland :
- Besançon, musée des beaux-arts et d'archéologie : Plat au décor végétal[J 1], Plat aux trois bouquets[J 2], plat au brigandage[J 3], plat au bouquet de fleurs jetées au naturel[J 4], assiette au bouquet de fleurs[J 5].
- Carcassonne, musée des beaux-arts : Paire d'aiguières sur piédouches à base carrée et anse rocaille surmontée d'un chien[J 6].
- Cosne-Cours-sur-Loire, musée de la Loire : Plat oblong à décor de Diane chasseresse[J 7].
- Douai, musée de la Chartreuse : jardinière[J 8].
- Dijon, musée Magnin : Plat (Fauchier)[J 9].
- Mâcon, musée des Ursulines : assiettes
- Marseille
  - musée des arts décoratifs, de la faïence et de la mode
  - musée Grobet-Labadié :
- Narbonne, musée d'art et d'histoire : Porte-perruques sur piédouche[11], Plat[12], Bassin[13], assiette à armoiries[14], tasse et soucoupe au décor au chinois dit "de Pillement"[15], pots à fard[16]
- Nevers, musée de la faïence et des beaux-arts : assiette à décor floral[J 10], Soupière[J 11]
- Paris, musée de la franc-maçonnerie : décors dit au « 25 symboles » ;
- Saint-Omer, musée de l'hôtel Sandelin : pot à olives[J 12].
- Saumur, musée du château : paire de pique-fleurs[J 13]

Au Royaume-Uni
- Londres, Victoria and Albert Museum : Plat circulaire à bord uni et aile plate avec scène de chasse au cerf[17].